# História das Ilhas Malvinas

Mapa moderno das Ilhas Malvinas.

A história das Ilhas Malvinas (ou Falkland Islands em inglês) remonta a pelo menos quinhentos anos, sendo que a exploração e a colonização ativas só ocorreram no século XVIII. No entanto, as Ilhas Malvinas têm sido motivo de controvérsia, pois foram reivindicadas por franceses, britânicos, espanhóis e argentinos em vários momentos.
As ilhas estavam desabitadas quando foram descobertas pelos europeus. A França estabeleceu uma colônia nas ilhas em 1764. Em 1765, um capitão britânico reivindicou as ilhas para a Grã-Bretanha. No início de 1770, um comandante espanhol chegou de Buenos Aires com cinco navios e 1.400 soldados, forçando os britânicos a deixar Port Egmont. A Grã-Bretanha e a Espanha quase entraram em guerra por causa das ilhas, mas o governo britânico decidiu que deveria retirar sua presença de muitos assentamentos no exterior em 1774. A Espanha, que tinha uma guarnição em Puerto Soledad, em Malvina Oriental, administrou a guarnição de Montevidéu até 1811, quando foi obrigada a se retirar devido à guerra contra a independência argentina e às pressões da Guerra Peninsular. Luis Vernet tentou estabelecer um assentamento em 1826, buscando apoio dos governos argentino e britânico, mas a maioria de seus colonos aproveitou a oportunidade para partir em 1831, após um ataque do USS Lexington. Uma tentativa feita pela Argentina de estabelecer uma colônia penal em 1832 fracassou devido a um motim. Em 1833, os britânicos voltaram para as Ilhas Malvinas. A Argentina invadiu as ilhas em 2 de abril de 1982 e os britânicos responderam com uma força expedicionária que forçou os argentinos a se renderem.

## Alegações de descobertas pré-colombianas

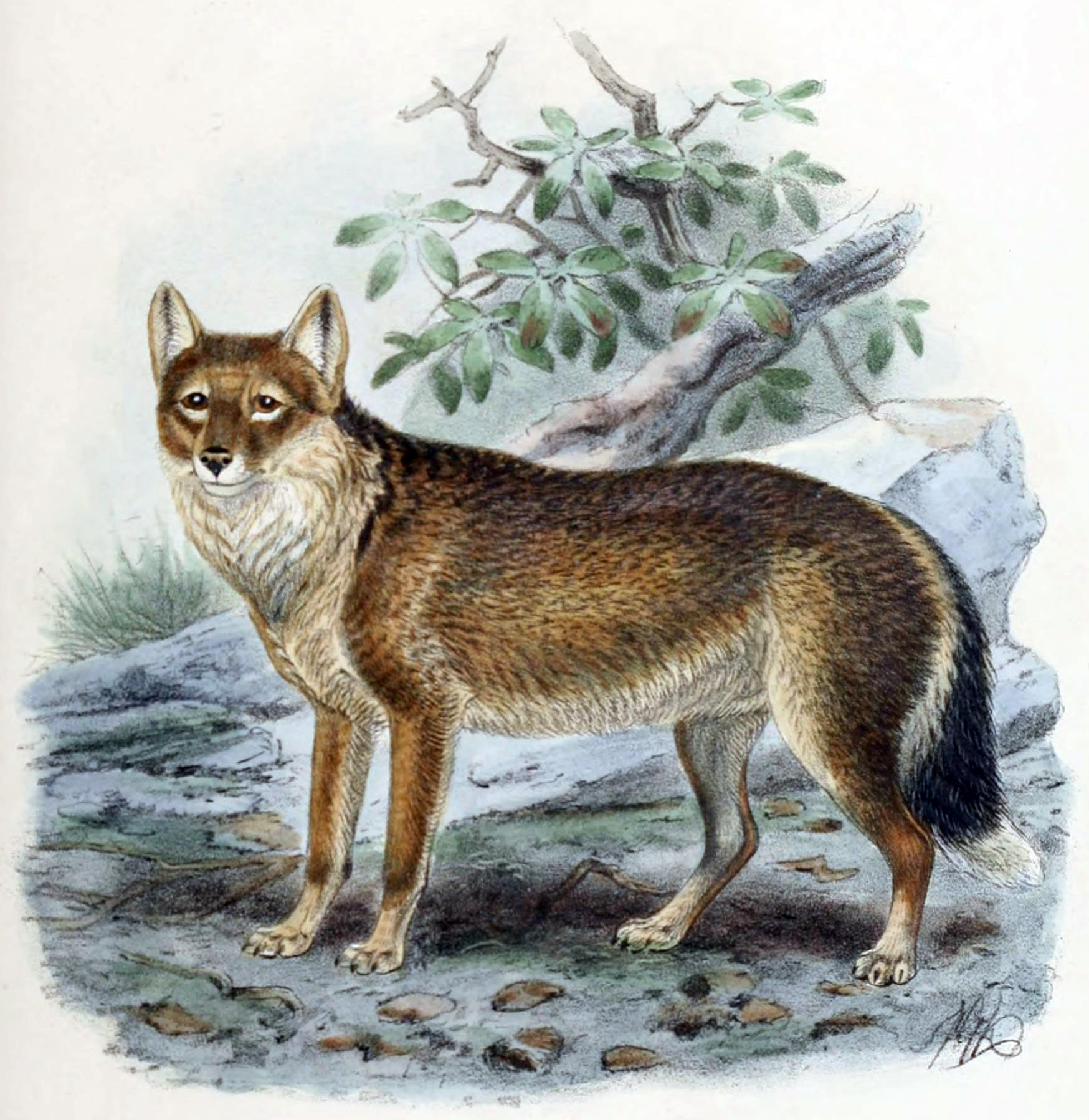
O extinto lobo-das-malvinas, ou warrah, às vezes é considerado uma evidência da descoberta pré-europeia.

Quando o nível do mar no mundo era mais baixo durante a Era Glacial, as Ilhas Malvinas podem ter se unido ao continente da América do Sul.
Embora os fueguinos da Patagônia pudessem ter visitado as Malvinas, as ilhas estavam desabitadas quando foram descobertas pelos europeus. Descobertas recentes de pontas de flechas em Lafonia (na metade sul de Malvina Oriental), bem como os restos de uma canoa de madeira, fornecem evidências de que o povo yaganes da Terra do Fogo pode ter feito a viagem até as ilhas. Não se sabe se essas são evidências de viagens só de ida, mas não há evidências conhecidas de construções ou estruturas pré-colombianas. Entretanto, não é certo que a descoberta seja anterior à chegada dos europeus. Uma estação missionária da Patagonian Missionary Society foi fundada na Ilha Keppel (na costa oeste de Malvina Ocidental) em 1856. O povo yagane esteve nessa estação de 1856 a 1898, portanto, essa pode ser a fonte dos artefatos encontrados. Em 2021, foi publicado um artigo sobre depósitos de ossos de animais marinhos (principalmente leão-marinho-da-patagônia e pinguim-saltador-da-rocha) em New Island, na costa de Malvina Ocidental, no mesmo local em que uma ponta de flecha de quartzito  foi encontrada em 1979. Os locais datam de 1275 a 1420 d.C. e foram interpretados como locais de processamento ou sambaquis onde animais marinhos haviam sido abatidos. Um espeto de carvão vegetal consistente com causas antropogênicas (ou seja, fabricado por humanos) em New Island também foi datado de 550 BP (1400 EC). O povo yagane era capaz de navegar e sabe-se que viajou para as Ilhas Diego Ramírez a cerca de 105 km (65 milhas) ao sul do Cabo Horn, e sugere-se que tenha sido responsável pela criação dos montes de artefatos. Outros autores sugeriram que os montes e as pontas de flechas não fornecem evidências inequívocas da presença pré-europeia.
A presença anterior do lobo-das-malvinas, Dusicyon australis, tem sido frequentemente citada como evidência da ocupação pré-europeia das ilhas, mas isso é contestado. O animal foi observado nas Malvinas por Charles Darwin, mas agora está extinto.
As ilhas não tinham árvores nativas quando foram descobertas, mas há algumas evidências ambíguas de florestamento no passado, que podem ser devidas ao transporte de madeira pelas correntes oceânicas da Patagônia. Todas as árvores modernas foram introduzidas pelos europeus.

## Descoberta europeia

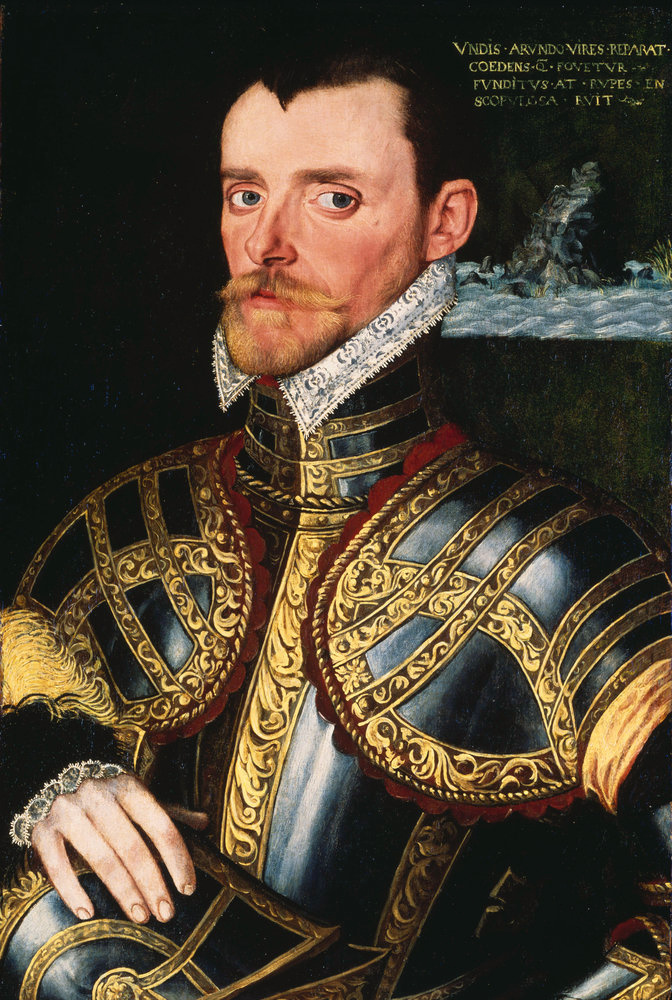
Richard Hawkins.

Um arquipélago na região das Ilhas Malvinas aparece em mapas portugueses desde o início do século XVI. Os pesquisadores Pepper e Pascoe citam a possibilidade de que uma expedição portuguesa desconhecida possa ter avistado as ilhas, com base na existência de uma cópia francesa de um mapa português de 1516. Mapas desse período mostram ilhas conhecidas como Ilhas Sanson em uma posição que poderia ser interpretada como as Malvinas.
Avistamentos das ilhas são atribuídos a Fernão de Magalhães ou Estêvão Gomes de San Antonio, um dos capitães da expedição, uma vez que as Malvinas se encaixam na descrição das ilhas visitadas para obtenção de suprimentos. O relato de Antonio Pigafetta, o cronista da viagem de Magalhães, contradiz a atribuição a Gomes ou Magalhães, uma vez que descreve a posição de ilhas próximas à costa da Patagônia, com a expedição seguindo a costa continental e as ilhas visitadas entre as latitudes de 49° e 51°S. Também faz referência ao encontro com "gigantes" (descritos como Sansón ou Sansões na crônica), que se acredita serem os índios tehuelches. Embora reconhecendo que o relato de Pigafetta lança dúvidas sobre a alegação, o historiador argentino Laurio H. Destéfani afirma ser provável que um navio da expedição de Magalhães tenha descoberto as ilhas, citando a dificuldade de medir com precisão a longitude, o que significa que ilhas descritas como próximas à costa podem estar mais distantes. Destéfani rejeita a atribuição a Gomes, uma vez que o curso que ele seguiu em seu retorno não teria levado os navios perto das Malvinas.
Destéfani também atribui uma visita precoce às Malvinas por um navio espanhol desconhecido, embora as conclusões de Destéfani sejam contraditas por autores que concluem que os avistamentos se referem ao Estreito de Beagle.

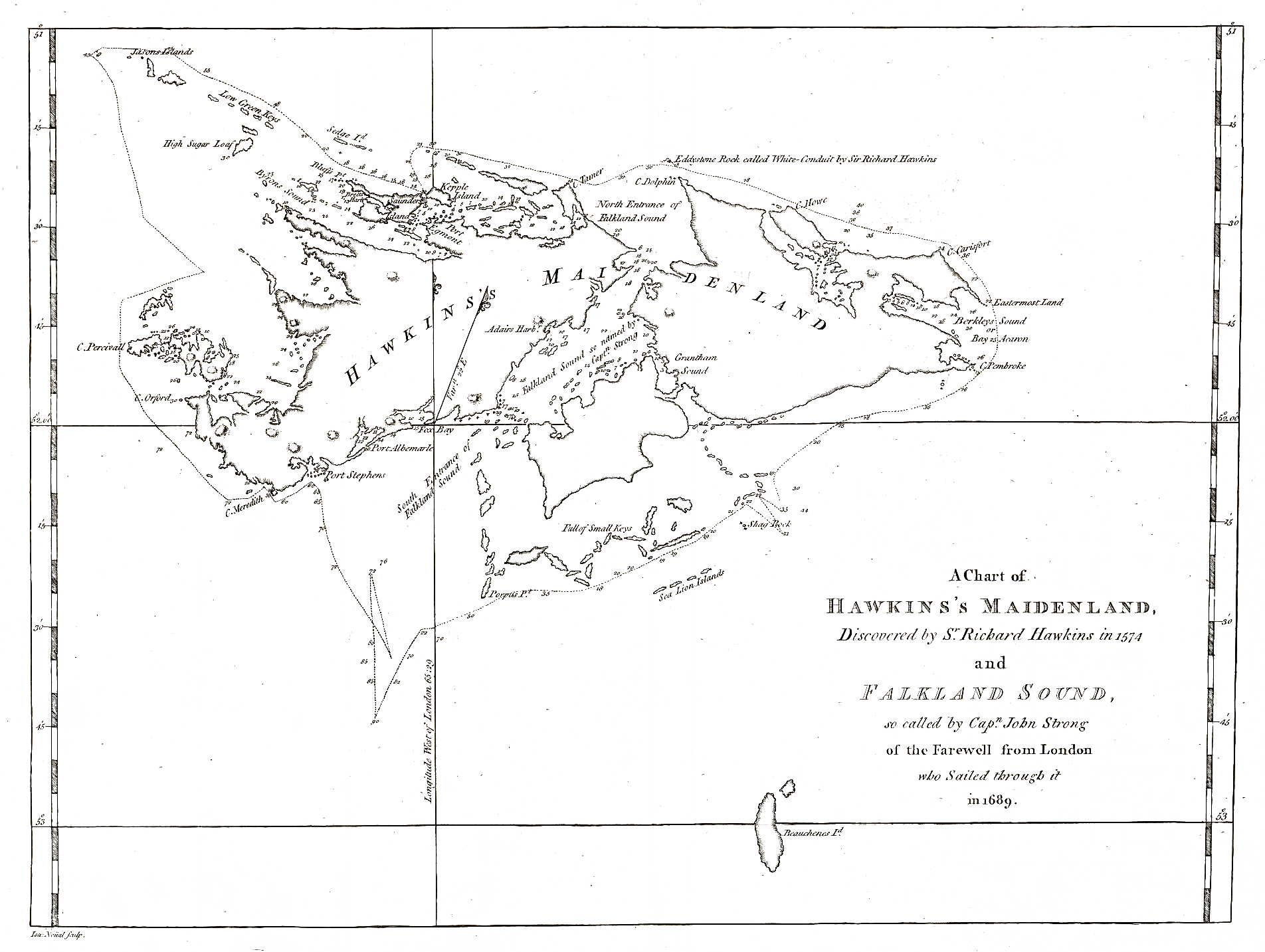
1773 Mapa de John Hawkesworth e John Byron mostrando a aparente descoberta das Malvinas por Richard Hawkins.

O nome do arquipélago em inglês deriva de Lorde Falkland, o tesoureiro do Almirantado, que organizou a primeira expedição ao Atlântico Sul com a intenção de explorar as ilhas.
Quando o explorador inglês John Davis, comandante do Desire, um dos navios pertencentes à segunda expedição de Thomas Cavendish ao Novo Mundo, separou-se de Cavendish na costa do que hoje é o sul da Argentina, ele decidiu seguir para o Estreito de Magalhães a fim de encontrar Cavendish. Em 9 de agosto de 1592, uma forte tempestade atingiu seu navio, e Davis ficou à deriva sob mastros vazios, refugiando-se "entre certas ilhas nunca antes descobertas". Davis não forneceu a latitude dessas ilhas, indicando que elas estavam a 50 léguas (240 km) de distância da costa da Patagônia (na realidade, estão a 75 léguas, 360 km de distância). Erros de navegação devido ao problema da longitude eram comuns até o final do século XVIII até cronômetros marítimos precisos se tornaram disponíveis, embora Destéfani afirme que o erro era "excepcionalmente grande".
Em 1594, as ilhas podem ter sido visitadas pelo comandante inglês Richard Hawkins com seu navio Dainty, que, combinando seu próprio nome com o da Rainha Elizabeth I, a "Rainha Virgem", deu a um grupo de ilhas o nome de Hawkins' Maidenland em inglês. No entanto, a latitude indicada estava errada em pelo menos 3 graus e a descrição da costa (incluindo o avistamento de fogueiras) lança dúvidas sobre sua descoberta. Os erros na latitude medida podem ser atribuídos a um simples erro de leitura de uma balestilha dividida em minutos, o que significa que a latitude medida poderia ter sido 50° 48' S. A descrição das fogueiras também pode ser atribuída a incêndios de turfa causados por raios, o que não é incomum nas ilhas externas das Malvinas durante fevereiro. Em 1925, Conor O'Brian analisou a viagem de Hawkins e concluiu que a única terra que ele poderia ter avistado era a Steeple Jason Island. A historiadora britânica Mary Cawkell também aponta que as críticas ao relato da descoberta de Hawkins devem ser atenuadas pelo fato de ter sido escrito nove anos após o evento. Hawkins foi capturado pelos espanhóis e passou oito anos na prisão.
Em 24 de janeiro de 1600, o holandês Sebald de Weert visitou as Ilhas Jason e as chamou de Ilhas Sebald (em espanhol, Islas Sebaldinas ou Sebaldes). Esse nome permaneceu em uso para todas as Ilhas Malvinas por muito tempo. William Dampier usou o nome Sibbel de Wards nos relatórios de suas visitas em 1684 e 1703, enquanto James Cook ainda se referia às "Ilhas Sebaldinas" na década de 1770. A latitude fornecida por De Weert (50° 40') era próxima o suficiente para ser considerada, pela primeira vez de fato as Ilhas Malvinas.

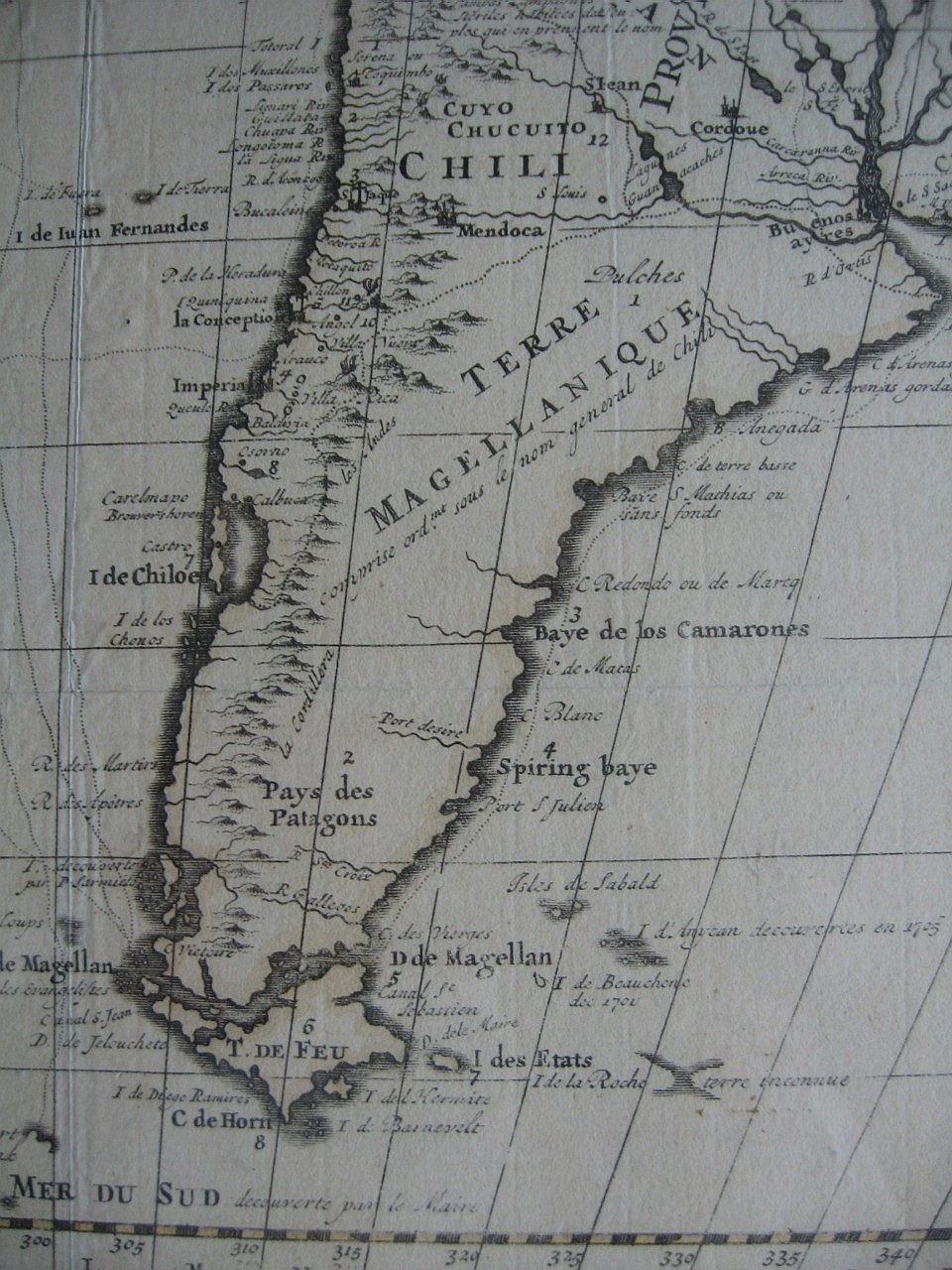
Mapa francês, c. 1710, ilustrando o conhecimento fragmentário sobre as ilhas do Atlântico Sul na época. "Anycan" é provavelmente uma corruptela de "Hawkin's.

O capitão inglês John Strong, comandante do Welfare, navegou entre as duas ilhas principais em 1690 e chamou a passagem de Canal das Malvinas (hoje Canal de San Carlos), em homenagem a Anthony Cary, 5º Visconde de Malvinas (1656-1694), que, como Comissário do Almirantado, financiou a expedição e mais tarde se tornou Primeiro Lordee do Almirantado. A partir desse corpo de água, o grupo de ilhas recebeu seu nome coletivo.

## Colonização inicial
O explorador francês Louis Antoine de Bougainville estabeleceu uma colônia em Port St. Louis, na costa de Berkeley Sound, na Malvina Oriental, em 1764. O nome francês Îles Malouines foi dado às ilhas, sendo "malouin" o adjetivo do porto bretão de Saint-Malo. O nome espanhol Islas Malvinas é uma tradução do nome francês de Îles Malouines.

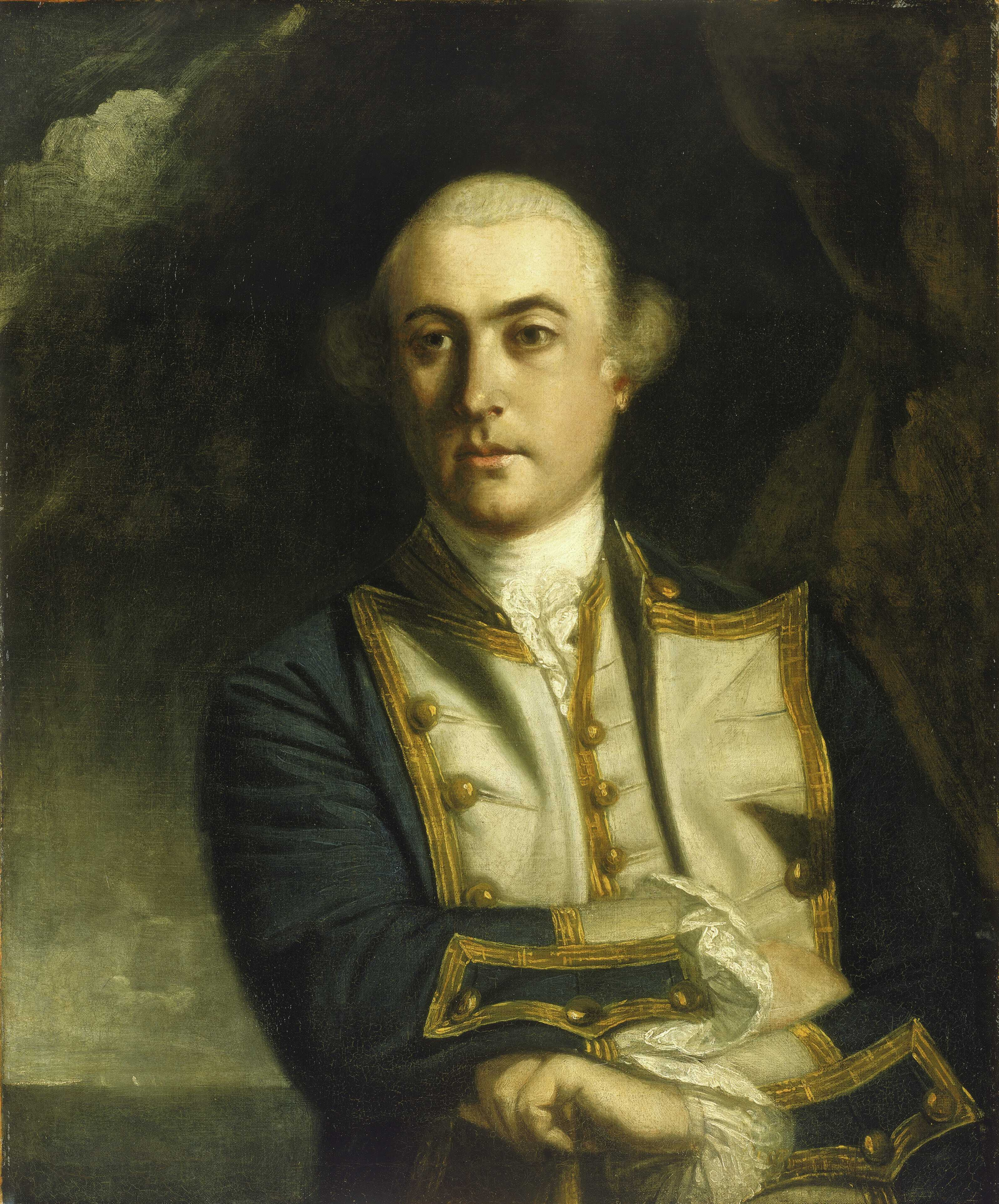
John Byron, por Sir Joshua Reynolds, 1759.

Em 1765, o capitão John Byron, que não sabia que os franceses haviam estabelecido Port Saint Louis em Malvinas Oriental, explorou a Ilha Saunders ao redor de Malvina Ocidental. Após descobrir um porto natural, ele batizou a área de Port Egmont e reivindicou as ilhas para a Grã-Bretanha com base em uma descoberta anterior. No ano seguinte, o capitão John MacBride estabeleceu um assentamento britânico permanente em Port Egmont.
Sob a aliança estabelecida pelo Pacto de Família, em 1766, a França concordou em sair depois que os espanhóis reclamaram da presença francesa em territórios que consideravam seus. A Espanha aceitou compensar Louis de Bougainville, o almirante e explorador francês que havia estabelecido o assentamento em Malvina Oriental às suas próprias custas. Em 1767, os espanhóis assumiram formalmente o controle de Port St. Louis e o rebatizaram de Puerto Soledad (em inglês: Port Solitude).
No início de 1770, o comandante espanhol, Don Juan Ignacio de Madariaga, visitou Port Egmont por um breve período. Em 10 de junho, ele retornou da Argentina com cinco navios armados e 1.400 soldados, forçando os britânicos a deixar Port Egmont. Essa ação desencadeou a Crise das Malvinas entre 10 de julho de 1770 e 22 de janeiro de 1771, quando a Grã-Bretanha e a Espanha quase entraram em guerra pelas ilhas. No entanto, o conflito foi evitado quando a colônia foi restabelecida pelo capitão John Stott com os navios HMS Juno, HMS Hound e HMS Florida (um navio de correio que já havia estado na fundação do assentamento original). Port Egmont rapidamente se tornou um importante porto de escala para os navios britânicos que navegavam ao redor do Cabo Horn.
Com as crescentes pressões econômicas decorrentes da iminente Guerra da Independência Estadunidense, o governo britânico decidiu que deveria retirar sua presença de muitos assentamentos no exterior em 1774. Em 20 de maio de 1776, as forças britânicas, sob o comando do tenente Clayton, da Marinha Real, saíram formalmente de Port Egmont, deixando uma placa afirmando a soberania contínua da Grã-Bretanha sobre as ilhas. Nos quatro anos seguintes, os caçadores de focas britânicos usaram Port Egmont como base para suas atividades no Atlântico Sul. Isso terminou em 1780, quando eles foram forçados a sair pelas autoridades espanholas, que ordenaram que a colônia britânica fosse destruída.
Os espanhóis se retiraram das ilhas sob pressão devido à invasão napoleônica e à Guerra de Independência da Argentina. A guarnição espanhola de Puerto Soledad foi removida para Montevidéu em 1811 a bordo do brigue Gálvez sob uma ordem assinada por Francisco Javier de Elío. Na partida, os espanhóis também deixaram uma placa proclamando a soberania da Espanha sobre as ilhas, como os britânicos haviam feito 35 anos antes. Ocorreu o despovoamento total das Ilhas Malvinas.

## Período intercolonial
Após a partida dos colonizadores espanhóis, as Ilhas Malvinas se tornaram o domínio de baleeiros e marinheiros que usavam as ilhas para se proteger do clima severo do Atlântico Sul. Devido à sua localização, as Ilhas Malvinas têm sido frequentemente o último refúgio para navios danificados no mar. Entre os que usavam as ilhas, os mais numerosos eram os caçadores de focas britânicos e americanos. Entre 40 e 50 navios se dedicavam à exploração de focas. 

### Isabella
Em 8 de fevereiro de 1813, o Isabella, um navio britânico de 193 toneladas a caminho de Sydney para Londres, encalhou na costa da Ilha Speedwell, então conhecida como Eagle Island. Entre os 54 passageiros e tripulantes do navio, todos sobreviventes do naufrágio, estava o general e exilado da Irlanda Unida Joseph Holt, que posteriormente detalhou a provação em suas memórias. Também estava a bordo a grávida Joanna Durie, que em 21 de fevereiro de 1813 deu à luz Elizabeth Providence Durie.
No dia seguinte, 22 de fevereiro de 1813, seis homens que haviam se voluntariado para buscar ajuda em um posto espanhol partiram em um dos barcos longos do Isabella. Desbravando o Atlântico Sul em um barco com pouco mais de 5,2 m de comprimento, eles chegaram ao continente no Rio da Prata pouco mais de um mês depois. O brigue britânico HMS Nancy, sob o comando do tenente William D'Aranda, foi enviado para resgatar os sobreviventes.
No dia 5 de abril, o capitão Charles Barnard, do navio de pesca americano Nanina, estava navegando ao largo da costa da Ilha Speedwell, com um barco de reconhecimento à procura de focas. Tendo visto fumaça e ouvido tiros no dia anterior, ele estava alerta para a possibilidade de haver sobreviventes de um naufrágio. Essa suspeita aumentou quando a tripulação do barco subiu a bordo e informou a Barnard que eles haviam encontrado um mocassim novo e os restos mortais de uma foca parcialmente esquartejada. No jantar daquela noite, a tripulação observou um homem se aproximando do navio, que logo foi acompanhado por mais oito ou dez pessoas. Tanto Barnard quanto os sobreviventes do Isabella tinham receio de que o outro grupo fosse espanhol e ficaram aliviados ao descobrir suas respectivas nacionalidades.
Barnard jantou com os sobreviventes do Isabella naquela noite e, ao descobrir que o grupo britânico não tinha conhecimento da Guerra de 1812, informou aos sobreviventes que, tecnicamente, eles estavam em guerra entre si. Mesmo assim, Barnard prometeu resgatar o grupo britânico e iniciou os preparativos para a viagem ao Rio da Prata. Percebendo que não tinham reservas suficientes para a viagem, ele começou a caçar porcos selvagens e a adquirir alimentos adicionais. No entanto, enquanto Barnard estava reunindo suprimentos, os britânicos aproveitaram a oportunidade para tomar o Nanina e partiram, deixando Barnard, juntamente com um membro de sua própria tripulação e três do Isabella, abandonados. Pouco tempo depois, o Nancy chegou do Rio da Prata e encontrou o Nanina, quando o tenente D'Aranda resgatou os sobreviventes do Isabella e tomou o próprio Nanina como prêmio de guerra.
Barnard e seu grupo sobreviveram por dezoito meses abandonados nas ilhas até que os baleeiros britânicos Indispensable e Asp os resgataram em novembro de 1814. O almirante britânico no Rio de Janeiro havia solicitado aos seus comandantes que se desviassem para a área para procurar a tripulação americana. Em 1829, Barnard publicou um relato de sua sobrevivência intitulado A Narrative of the Sufferings and Adventures of Capt Charles H. Barnard.

## Tentativas de colonização argentina

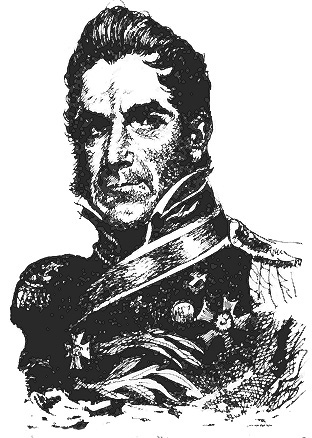
Coronel Jewett.

Em março de 1820, o Heroína, uma fragata de propriedade privada que operava como corsário sob licença emitida pelas Províncias Unidas do Rio da Prata, sob o comando do coronel americano David Jewett, zarpou com o objetivo de capturar navios espanhóis como prêmio. Ele capturou o Carlota, um navio português, o que foi considerado um ato de pirataria. Uma tempestade causou sérios danos ao Heroína e afundou o Carlota, forçando Jewett a aportar em Puerto Soledad para reparos em outubro de 1820.

O capitão Jewett procurou a ajuda do explorador britânico James Weddell. Weddell relatou a carta que recebeu de Jewett como: 
"Senhor, tenho a honra de informá-lo que cheguei a este porto com uma comissão do Governo Supremo das Províncias Unidas do Rio da Prata para tomar posse dessas ilhas em nome do país ao qual elas pertencem por Direito Natural. Ao cumprir essa missão, quero fazê-lo com toda a cortesia e respeito de todas as nações amigas; um dos objetivos da minha missão é evitar a destruição dos recursos necessários para todos os navios que passam por aqui e são forçados a ancorar aqui, bem como ajudá-los a obter os suprimentos necessários, com o mínimo de despesas e inconvenientes. Como sua presença aqui não está em concorrência com esses propósitos e acreditando que um encontro pessoal será proveitoso para nós dois, convido-o a subir a bordo, onde será bem-vindo para ficar o tempo que desejar; também gostaria muito que estendesse esse convite a qualquer outro súdito britânico encontrado nas proximidades. Assinado, Jewett, Coronel da Marinha das Províncias Unidas da América do Sul e comandante da fragata Heroína."
Muitos autores modernos relatam que essa carta representa a declaração emitida por Jewett.
O navio de Jewett recebeu a ajuda de Weddell para obter ancoragem em Port Louis. Weddell relatou apenas 30 marinheiros e 40 soldados aptos para o serviço em uma tripulação de 200, e como Jewett, dormiu com pistolas sobre a cabeça após uma tentativa de motim no início da viagem. Em 6 de novembro de 1820, Jewett hasteou a bandeira das Províncias Unidas do Rio da Prata (uma antecessora da atual Argentina) e reivindicou a posse das ilhas. Nas palavras de Weddell, "Em poucos dias, ele tomou posse formal dessas ilhas para o governo patriota de Buenos Ayres, leu uma declaração sob suas cores, plantou em um porto em ruínas e disparou uma salva de vinte e um canhões".
Jewett partiu das Ilhas Malvinas em abril de 1821. No total, ele passou não mais do que seis meses na ilha, totalmente em Port Louis. Em 1822, Jewett foi acusado de pirataria por um tribunal português, mas nessa época ele já estava no Brasil.

#### A empreitada de Luis Vernet

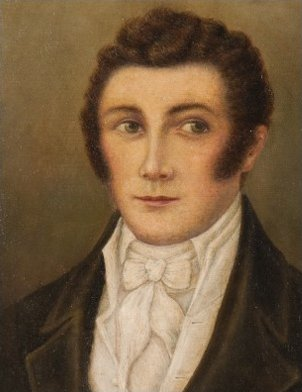
Luis Vernet, 1791–1871.

Em 1823, as Províncias Unidas do Rio da Prata concederam direitos de pesca a Jorge Pacheco e Luis Vernet. Viajando para as ilhas em 1824, a primeira expedição fracassou quase no mesmo instante em que desembarcou, e Pacheco decidiu não continuar com o empreendimento. Vernet persistiu, mas a segunda tentativa, adiada até o inverno de 1826 por um bloqueio brasileiro, também não teve sucesso. A expedição pretendia explorar o gado selvagem nas ilhas, mas as condições pantanosas não permitiam que os gaúchos capturassem o gado da maneira tradicional. A essa altura, Vernet estava ciente das reivindicações britânicas conflitantes em relação às ilhas e pediu permissão ao consulado britânico antes de partir para as ilhas.
Em 1828, o governo das Províncias Unidas concedeu a Vernet toda a Malvina Oriental, incluindo todos os seus recursos, e o isentou de impostos desde que fosse estabelecida uma colônia dentro de três anos. Ele levou colonos, incluindo o capitão britânico Matthew Brisbane (que havia navegado para as ilhas anteriormente com Weddell) e, antes de partir, mais uma vez pediu permissão ao Consulado Britânico em Buenos Aires. Os britânicos solicitaram um relatório para o governo britânico sobre as ilhas, e Vernet pediu proteção britânica caso eles retornassem.
Em 10 de junho de 1829, Vernet foi designado como "comandante civil e militar" das ilhas (nenhum governador foi nomeado) e recebeu o monopólio dos direitos de caça às focas. Um protesto foi apresentado pelo Consulado Britânico em Buenos Aires. Em 1831, a colônia já era bem-sucedida o suficiente para ser anunciada para novos colonos, embora o relatório do USS Lexington sugira que as condições nas ilhas eram bastante miseráveis. A visita de Charles Darwin em 1833 confirmou as condições miseráveis da colônia, embora o capitão Matthew Brisbane (vice de Vernet) tenha afirmado mais tarde que isso era resultado do ataque ao Lexington.

### Incursão do USSLexington
Em 1831, Vernet tentou afirmar seu monopólio sobre os direitos de caça às focas. Isso o levou a capturar os navios americanos Harriet, Superior e Breakwater. Como represália, o cônsul dos Estados Unidos em Buenos Aires enviou o capitão Silas Duncan, do USS Lexington, para recuperar a propriedade confiscada. Depois de encontrar o que considerava prova de que pelo menos quatro navios pesqueiros americanos haviam sido capturados, saqueados e até mesmo equipados para a guerra, Duncan fez sete prisioneiros a bordo do Lexington e os acusou de pirataria.
Duncan relatou que também foram levados a bordo "toda a população (das Malvinas), composta por cerca de quarenta pessoas, com exceção de alguns gaúchos, ou vaqueiros, que estavam acampados no interior". O grupo, formado principalmente por cidadãos alemães de Buenos Aires, "parecia muito feliz com a oportunidade apresentada de se retirar com suas famílias de uma região desolada, onde o clima é sempre frio e sem alegria e o solo extremamente improdutivo". No entanto, cerca de 24 pessoas permaneceram na ilha, principalmente gaúchos e vários índios charruas, que continuaram a negociar por conta de Vernet.
Foram tomadas medidas contra o assentamento. O registro de Lexington relata a destruição de armas e de um armazém de pólvora, enquanto os colonos que permaneceram mais tarde disseram que houve grandes danos à propriedade privada. No final de sua vida, Luis Vernet autorizou seus filhos a reivindicar em seu nome as perdas decorrentes do ataque. No processo apresentado contra o governo dos EUA para obter indenização, rejeitado pelo governo do presidente Cleveland em 1885, Vernet declarou que o assentamento foi destruído.

### Colônia penal e motim
Após o incidente de Lexington, o Major Esteban Mestivier foi encarregado pelo governo de Buenos Aires de estabelecer uma colônia penal. Ele chegou ao seu destino em 15 de novembro de 1832, mas seus soldados se amotinaram e o mataram. O motim foi reprimido por marinheiros armados do baleeiro francês Jean Jacques, enquanto a viúva de Mestivier foi levada a bordo do navio de pesca britânico Rapid. A escuna Sarandí retornou em 30 de dezembro de 1832 e o Major José María Pinedo assumiu o controle do assentamento.

## Retorno britânico

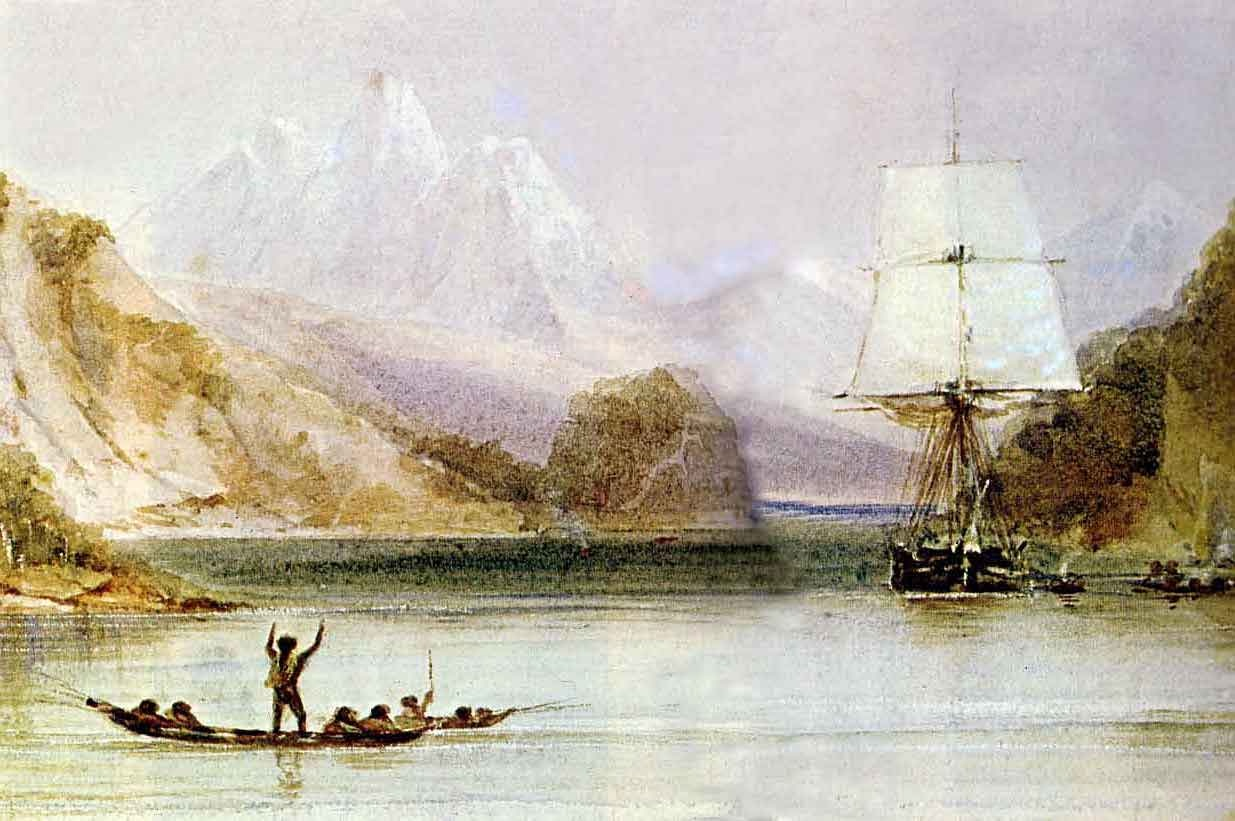
Uma aquarela do desenhista do HMS Beagle, Conrad Martens. Pintada durante o levantamento da Terra do Fogo, ela retrata o Beagle sendo saudado por fueguinos nativos. Beagle visitou as Malvinas em 1834, e uma "missão" fueguina foi posteriormente instalada na Ilha Keppel, no oeste das Malvinas.

As afirmações argentinas de soberania serviram de estímulo para que a Grã-Bretanha enviasse uma força-tarefa naval a fim de retornar definitiva e permanentemente às ilhas.
Em 3 de janeiro de 1833, o capitão James Onslow, do brigue HMS Clio, chegou ao assentamento de Vernet em Port Louis para solicitar que a bandeira das Províncias Unidas do Rio da Prata fosse substituída pela britânica e que a administração deixasse as ilhas. Embora o Major José María Pinedo, comandante da Sarandí, quisesse resistir, estava em desvantagem numérica, especialmente porque grande parte de sua tripulação era composta por mercenários britânicos que não estavam dispostos a lutar contra seus próprios compatriotas. Essa situação não era incomum nos estados recém-independentes da América Latina, onde as forças terrestres eram fortes, mas as marinhas eram frequentemente pouco equipadas. Assim, ele protestou verbalmente, mas partiu sem lutar em 5 de janeiro. A Argentina alega que a colônia de Vernet também foi expulsa nessa época, embora fontes da época pareçam contestar isso, sugerindo que os colonos foram incentivados a permanecer inicialmente sob a autoridade do lojista de Vernet, William Dickson, e mais tarde de seu vice, Matthew Brisbane.
Os planos britânicos iniciais para as ilhas baseavam-se na continuação do assentamento de Vernet em Port Louis. Um imigrante argentino de origem irlandesa, William Dickson, foi nomeado representante britânico e recebeu um mastro e uma bandeira para ser hasteada sempre que os navios estivessem no porto. Em março de 1833, o vice de Vernet, Matthew Brisbane, retornou e apresentou seus documentos ao capitão Robert FitzRoy do HMS Beagle, que coincidentemente estava no porto na época. Fitzroy incentivou Brisbane a continuar com o empreendimento de Vernet, com a ressalva de que, embora a iniciativa privada fosse incentivada, as afirmações argentinas de soberania não seriam bem-vindas.
Brisbane reafirmou sua autoridade sobre a colônia de Vernet e recomeçou a prática de pagar os funcionários em notas promissórias. Devido ao status reduzido de Vernet, as notas promissórias foram desvalorizadas, o que significava que os funcionários recebiam menos mercadorias nas lojas de Vernet em troca de seus salários. Depois de meses de liberdade após o ataque a Lexington, isso acentuou a insatisfação com a liderança do assentamento. Em agosto de 1833, sob a liderança de Antonio Rivero, um bando de crioulos e índios gaúchos invadiu o assentamento. Armados com mosquetes obtidos de caçadores de focas americanos, o bando matou cinco membros da colônia de Vernet, incluindo Dickson e Brisbane. Pouco tempo depois, os sobreviventes fugiram de Port Louis, buscando refúgio na Ilha Turf, em Berkeley Sound, até serem resgatados pelo navio de pesca britânico Hopeful, em outubro de 1833.
O tenente Henry Smith foi colocado como o primeiro residente britânico em janeiro de 1834. Uma de suas primeiras ações foi perseguir e prender a gangue de Rivero pelos assassinatos cometidos em agosto anterior. A quadrilha foi enviada para julgamento em Londres, mas não pôde ser julgada porque o Tribunal da Coroa não tinha jurisdição sobre as Ilhas Malvinas. No sistema colonial britânico, as colônias tinham seus próprios governos, finanças e sistemas judiciais distintos. Rivero não foi julgado e condenado porque o governo local britânico e o judiciário local ainda não haviam sido instalados em 1834; eles foram criados mais tarde, pelas Carta-patente britânicas de 1841. Posteriormente, Rivero adquiriu o status de herói popular na Argentina, onde é retratado como líder de uma rebelião contra o domínio britânico. Foram as ações de Rivero as responsáveis pelo fim definitivo do empreendimento de Vernet nas Malvinas.
Charles Darwin visitou novamente as Malvinas em 1834; os assentamentos Darwin e Fitzroy receberam seus nomes dessa visita.
Após a prisão de Rivero, Smith começou a restaurar o assentamento em Port Louis, reparando os danos causados pelo ataque do Lexington e renomeando-o como "Anson's Harbour". O tenente Lowcay sucedeu Smith em abril de 1838, seguido pelo tenente Robinson em setembro de 1839 e pelo tenente Tyssen em dezembro de 1839.
Mais tarde, Vernet tentou retornar às ilhas, mas sua permissão foi recusada. A Coroa Britânica não cumpriu suas promessas e se recusou a reconhecer os direitos concedidos pelo Capitão Onslow na época da reocupação. Por fim, depois de viajar para Londres, Vernet recebeu uma indenização pequena pelos cavalos enviados para Port Louis muitos anos antes. G.T. Whittington obteve uma concessão de 6.400 acres (26 km²) de Vernet, que ele explorou posteriormente com a formação da Falkland Islands Commercial Fishery and Agricultural Association (Associação Agrícola e de Pesca Comercial das Ilhas Malvinas).

## Colonização britânica

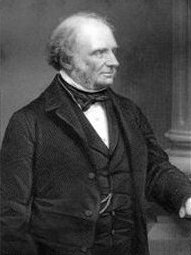
John Russell, 1º Conde Russell, (18 de agosto de 1792 - 28 de maio de 1878).

Imediatamente após seu retorno às Ilhas Malvinas e o fracasso do assentamento de Vernet, os britânicos mantiveram Port Louis como um posto militar avançado. Não houve nenhuma tentativa de colonizar as ilhas após a intervenção, em vez disso, houve uma dependência do remanescente da colônia de Vernet. O tenente Smith recebeu pouco apoio da Marinha Real e as ilhas se desenvolveram em grande parte por sua iniciativa, mas ele teve que contar com um grupo de gaúchos armados para impor a autoridade e proteger os interesses britânicos. Smith recebeu conselhos de Vernet a esse respeito e, por sua vez, continuou a administrar a propriedade de Vernet e a lhe fornecer contas regulares. Mais tarde, seus superiores o repreenderam por suas ideias e ações na promoção do desenvolvimento do pequeno assentamento em Port Louis. Frustrado, Smith pediu demissão, mas seus sucessores, os tenentes Lowcay e Tyssen, não deram continuidade às iniciativas que Smith havia tomado e o assentamento começou a estagnar.

Em 1836, Malvina Oriental foi estudada pelo almirante George Grey e, em 1837, por Lowcay. O Almirante George Grey, que conduziu o levantamento geográfico em novembro de 1836, disse o seguinte sobre sua primeira visão de Malvina Oriental:
"Ancoramos um pouco depois do pôr do sol em um riacho chamado Johnson's Harbour. Como o dia estava nublado, com chuvas ocasionais, essas ilhas sempre foram bastante sombrias, mas a primeira vez que as vimos, as margens do som eram íngremes, com colinas nuas entrecortadas por ravinas que se erguiam delas, colinas sem nenhuma árvore e nuvens baixas, Essas colinas sem árvores e as nuvens baixas davam a elas exatamente a aparência dos Cheviots ou de uma charneca escocesa em um dia de inverno e, considerando que estávamos no mês de maio dessas latitudes, a primeira impressão do clima não foi favorável. O tempo, no entanto, não estava bom, o termômetro marcava 17 °C, que é a temperatura do meio do verão em Howick."
A pressão para desenvolver as ilhas como uma colônia começou a crescer como resultado de uma campanha montada pelo comerciante britânico G. T. Whittington. Whittington formou a Associação Agrícola e de Pesca Comercial das Ilhas Malvinas e (com base em informações obtidas indiretamente de Vernet) publicou um panfleto intitulado "The Falkland Islands". Mais tarde, uma petição assinada por comerciantes de Londres foi apresentada ao governo britânico exigindo a convocação de uma reunião pública para discutir o desenvolvimento futuro das Ilhas Malvinas. Whittington fez uma petição ao Secretário Colonial, Lorde Russell, propondo que sua associação fosse autorizada a colonizar as ilhas. Em maio de 1840, o governo britânico tomou a decisão de colonizar as Ilhas Malvinas.
Sem saber da decisão do governo britânico de colonizar as ilhas, Whittington ficou impaciente e decidiu agir por iniciativa própria. Obtendo dois navios, ele enviou seu irmão, J. B. Whittington, em uma missão para desembarcar lojas e colonos em Port Louis. Ao chegar, ele apresentou sua reivindicação de terras que seu irmão havia comprado de Vernet. O tenente Tyssen ficou surpreso com a chegada de Whittington, indicando que ele não tinha autoridade para permitir isso; no entanto, ele não conseguiu impedir o desembarque do grupo. Whittington construiu uma casa grande para seu grupo e, usando uma casa de salga construída por Vernet, estabeleceu um negócio de salga de peixes.

### Estabelecimento de Port Stanley

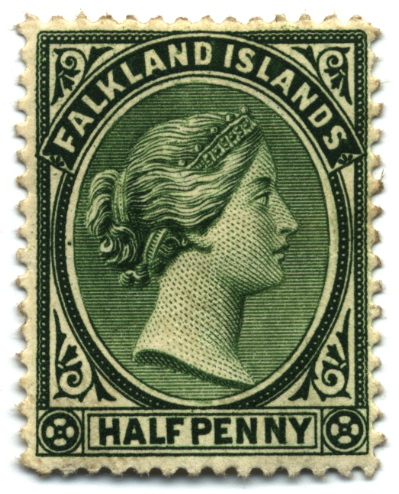
Selo postal de Halfpenny, emitido em 1891, com a cabeça da Rainha Vitória.

Em 1833, o Reino Unido afirmou sua autoridade sobre as Ilhas Malvinas e Richard Clement Moody, um Engenheiro Real  estimado, foi nomeado tenente-governador das ilhas. Esse cargo foi renomeado para "Governador das Ilhas Malvinas" em 1843, quando ele também se tornou Comandante-em-Chefe das ilhas. Moody partiu da Inglaterra para as Malvinas em 1º de outubro de 1841 a bordo do navio Hebe e chegou ao porto de Anson no final daquele mês. Ele foi acompanhado por doze sapadores e mineiros e suas famílias; junto com os colonos de Whittington, a população de Anson's Harbour era de aproximadamente 50 pessoas. Quando Moody chegou, as Malvinas estavam "quase em um estado de anarquia", mas ele usou seus poderes "com grande sabedoria e moderação" para desenvolver a infraestrutura das ilhas e, comandando um destacamento de sapadores, construiu escritórios do governo, uma escola e quartéis, residências, portos e um novo sistema rodoviário.
Em 1842, Moody foi instruído por Lorde Stanley, o Secretário de Estado Britânico para Guerra e Colônias, a relatar o potencial da área de Port William como local da nova capital. Moody atribuiu a tarefa de inspecionar a área ao Capitão Ross, líder da Expedição Antártica. O Capitão Ross entregou seu relatório em 1843, concluindo que Port William oferecia um bom ancoradouro de águas profundas para embarcações navais e que a costa sul de Port Jackson era um local adequado para o assentamento proposto. Moody aceitou a recomendação de Ross e a construção do novo assentamento começou em julho de 1843. Em julho de 1845, por sugestão de Moody, a nova capital das ilhas foi oficialmente batizada de Port Stanley, em homenagem a Lorde Stanley. Nem todo mundo ficou entusiasmado com a escolha do local da nova capital. J. B. Whittington fez a famosa observação de que "de todos os miseráveis buracos de pântano, acredito que o Sr. Moody escolheu um dos piores para o local de sua cidade".
A estrutura do governo colonial foi estabelecida em 1845, com a formação do Conselho Legislativo e do Conselho Executivo, e o trabalho de construção da sede do governo, Government House ("Casa do Governo") foi iniciado. No ano seguinte, os primeiros oficiais nomeados para o governo colonial assumiram seus postos. Nessa época, várias residências, um grande galpão de armazenamento, uma carpintaria e uma ferraria haviam sido concluídos e o estaleiro do governo havia sido construído. Em 1845, Moody introduziu o capim tussok na Grã-Bretanha a partir das Malvinas, pelo que recebeu a medalha de ouro da Royal Agricultural Society (Sociedade Agrícola Real). O brasão de armas das Ilhas Malvinas iclui uma imagem de capim tussok. Moody retornou à Inglaterra em fevereiro de 1849. O Riacho Moody recebeu seu nome.
Com o estabelecimento do ancoradouro de águas profundas e melhorias nas instalações portuárias, Port Stanley viu um aumento drástico no número de navios visitantes na década de 1840, em parte devido à corrida do ouro na Califórnia. Houve um boom no abastecimento e reparo de navios, auxiliado pelo clima notoriamente ruim no Atlântico Sul e ao redor do Cabo Horn. As Ilhas Malvinas são famosas por abrigarem muitos naufrágios de navios do século XIX que chegaram às ilhas apenas para serem condenados por não estarem em condições de navegar e que, muitas vezes, eram empregados como armazéns flutuantes pelos comerciantes locais.
Em um determinado momento do século XIX, Port Stanley se tornou um dos portos mais movimentados do mundo. No entanto, o comércio de reparos navais começou a diminuir em 1876, com o estabelecimento da linha Plimsoll, que eliminou os chamados "navios caixão" e as embarcações sem condições de navegabilidade que, de outra forma, poderiam ter ido parar em Port Stanley para reparos. Com a introdução de navios a vapor de ferro cada vez mais confiáveis na década de 1890, o comércio diminuiu ainda mais e deixou de ser viável após a abertura do Canal do Panamá em 1914. Port Stanley continuou a ser um porto movimentado, apoiando as atividades baleeiras e de selagem no início do século XX, os navios de guerra britânicos (e guarnições) na Primeira e Segunda Guerra Mundiais e os setores de pesca e de navios de cruzeiro na segunda metade do século.

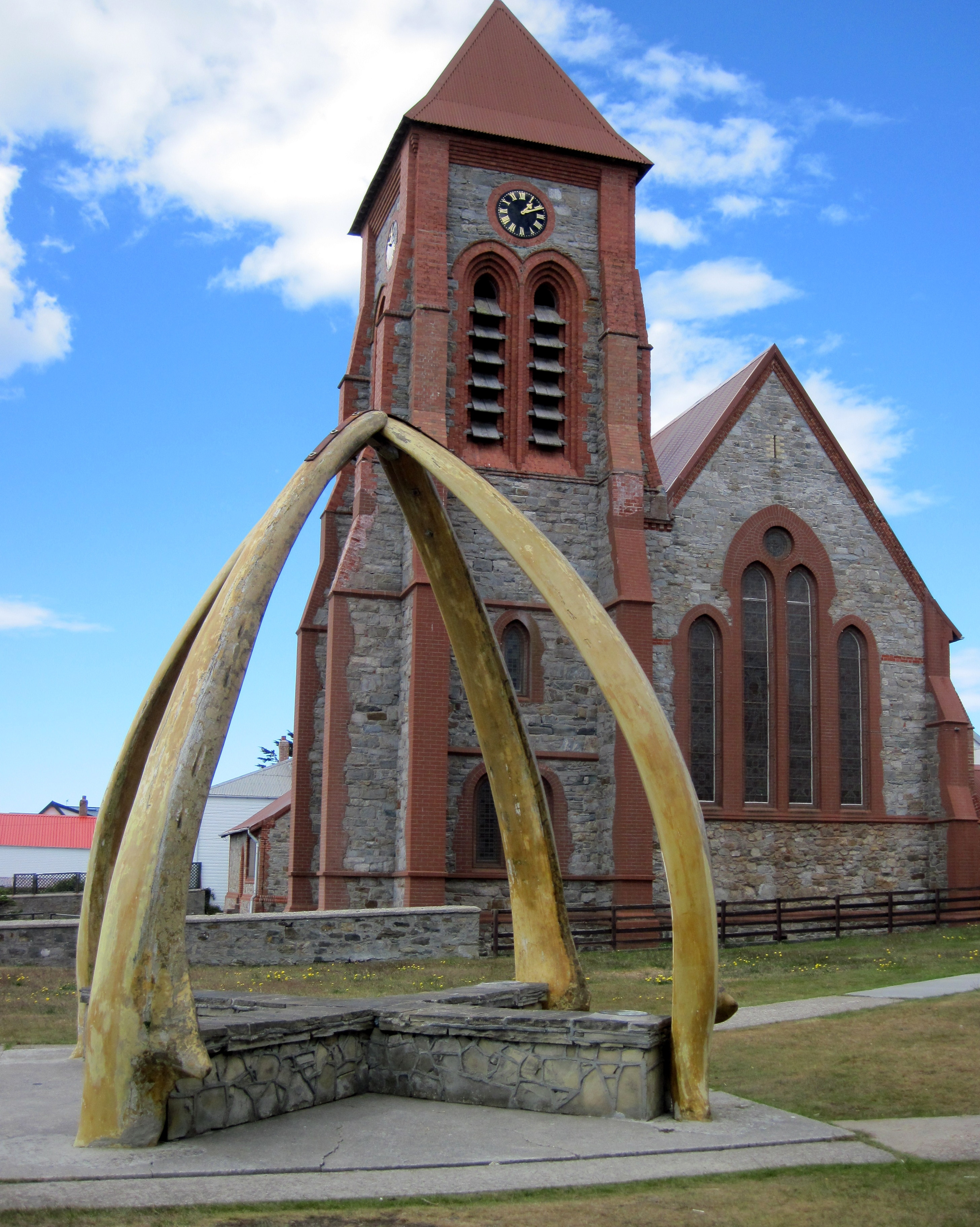
Catedral da Igreja de Cristo em Stanley com um arco de ossos de baleia.

A Government House foi inaugurada como escritório do vice-governador em 1847. Ela continuou a se desenvolver com vários acréscimos, tornando-se formalmente a residência do governador em 1859, quando Moore assumiu o cargo. A Government House continua sendo a residência do governador.
Muitos dos colonos começaram a se mudar de Ansons' Harbour para Port Stanley. Com a expansão da nova cidade, a população cresceu rapidamente, chegando a 200 pessoas em 1849. A população aumentou ainda mais com a chegada de 30 Chelsea pensioners casados e suas famílias. Os Chelsea pensioners formariam a guarnição permanente e a força policial, substituindo o Royal Sappers and Miners Regiment ("Regimento Real de Sapadores e Mineiros"), que havia guarnecido a colônia inicial.
A construção Exchange Building foi inaugurada em 1854 e parte do edifício foi posteriormente usada como igreja. Em 1854, também foi criada a Marmont Row, incluindo a pousada Eagle Inn, hoje conhecida como Upland Goose Hotel. Em 1887, sa Jubilee Villas foram construídas para comemorar o Jubileu de Ouro da Rainha Vitória. As Jubilee Villas são uma fileira de casas construídas com tijolos que seguem um padrão britânico tradicional. Posicionadas na rua Ross Road, perto da orla, elas se tornaram uma imagem icônica durante a Guerra das Malvinas.
A turfa é comum nas ilhas e tem sido tradicionalmente explorada como combustível. A exploração descontrolada desse recurso natural levou a deslizamentos de turfa em 1878 e 1886. O deslizamento de turfa de 1878 resultou na destruição de várias casas, enquanto o deslizamento de turfa de 1886 resultou na morte de duas mulheres e na destruição do Exchange Building.
A Catedral da Igreja de Cristo foi consagrada em 1892 e concluída em 1903. Ela recebeu seu famoso arco de osso de baleia, construído com as mandíbulas de duas baleias-azuis, em 1933, para comemorar o centenário da administração britânica contínua. Também consagrada em 1892 foi a igreja Tabernacle United Free Church, construída com um kit de madeira importada.

### Desenvolvimento da agricultura e decamps

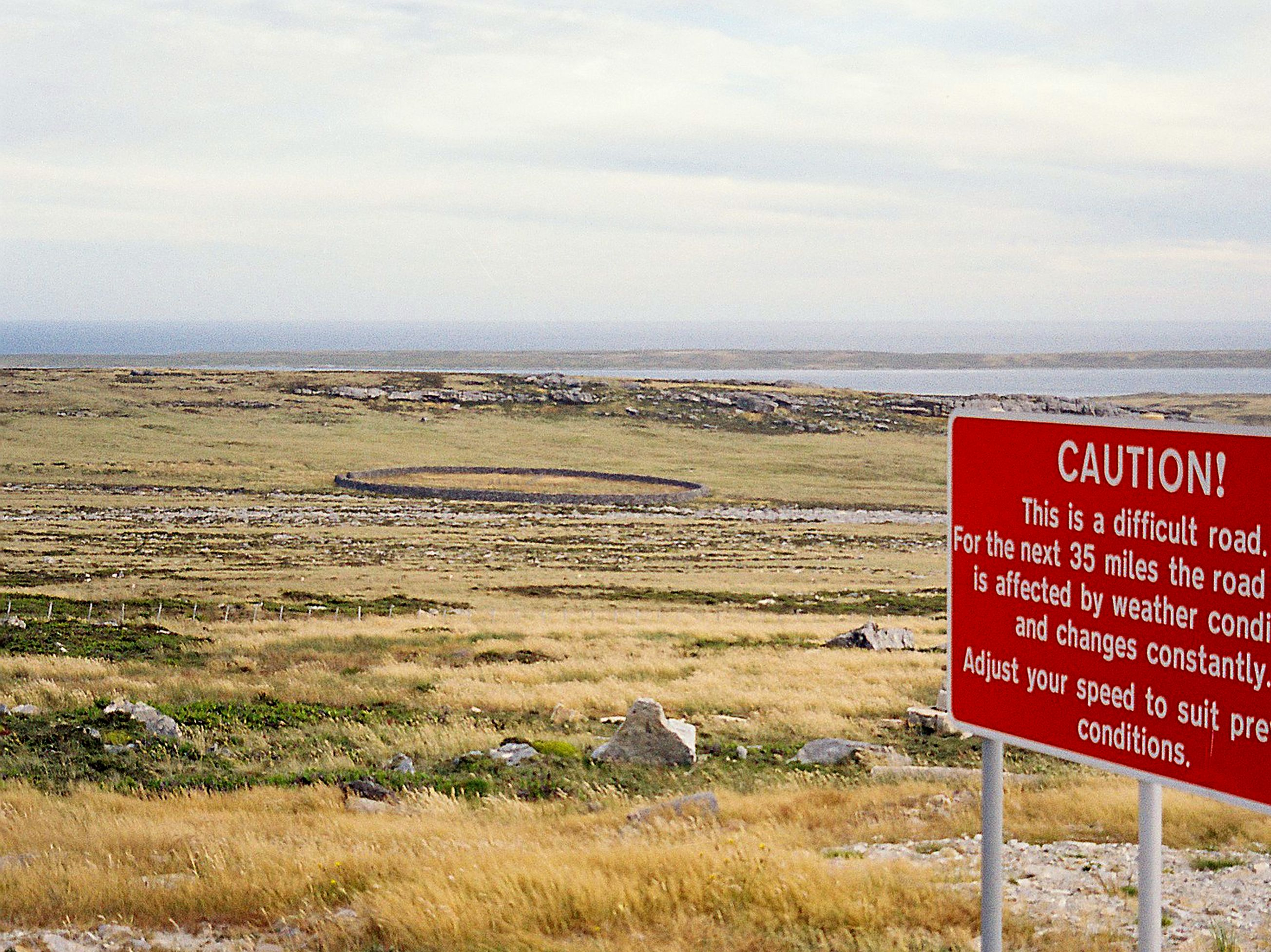
Um dos currais históricos remanescentes em Sapper Hill, perto de Port Stanley.

Alguns anos depois de os britânicos terem se estabelecido nas ilhas, vários novos assentamentos britânicos foram criados. Inicialmente, muitos desses assentamentos foram estabelecidos para explorar o gado selvagem das ilhas. Após a introdução da raça Cheviot de ovelhas em 1852, a criação de ovelhas tornou-se a forma dominante de agricultura no local.
O assentamento Salvador foi um dos primeiros, iniciado na década de 1830 por um imigrante de Gibraltar (daí seu outro nome, "assentamento de Gibraltar"), e ainda é administrado por seus descendentes, os pitalugas.
Luis Vernet forneceu a Samuel Fisher Lafone, um comerciante britânico que operava em Montevidéu, detalhes sobre as Ilhas Malvinas, incluindo um mapa. Percebendo que a exploração de gado selvagem nas ilhas seria um empreendimento lucrativo, em 1846 ele negociou um contrato com o governo britânico que lhe dava direitos exclusivos sobre esse recurso. Até 1846, Moody havia distribuído o gado selvagem aos novos colonos, mas o novo acordo não apenas impediu isso, como também tornou Port Stanley dependente de Lafone para o fornecimento de carne bovina.
O gado estava concentrado na parte sul de Malvina Oriental, uma área que ficou conhecida como Lafonia. Lafone era um proprietário ausente e nunca pôs os pés nas ilhas. Suas atividades não foram monitoradas pelos britânicos e, em vez de introduzir mais colonos britânicos, como prometera, ele trouxe um grande número de gaúchos espanhóis e indianos para caçar gado. Em 1846, eles estabeleceram Hope Place na costa sul de Brenton Loch e, em 1849, um muro de grama (o muro Boca) foi construído no istmo de Darwin para controlar o movimento do gado.

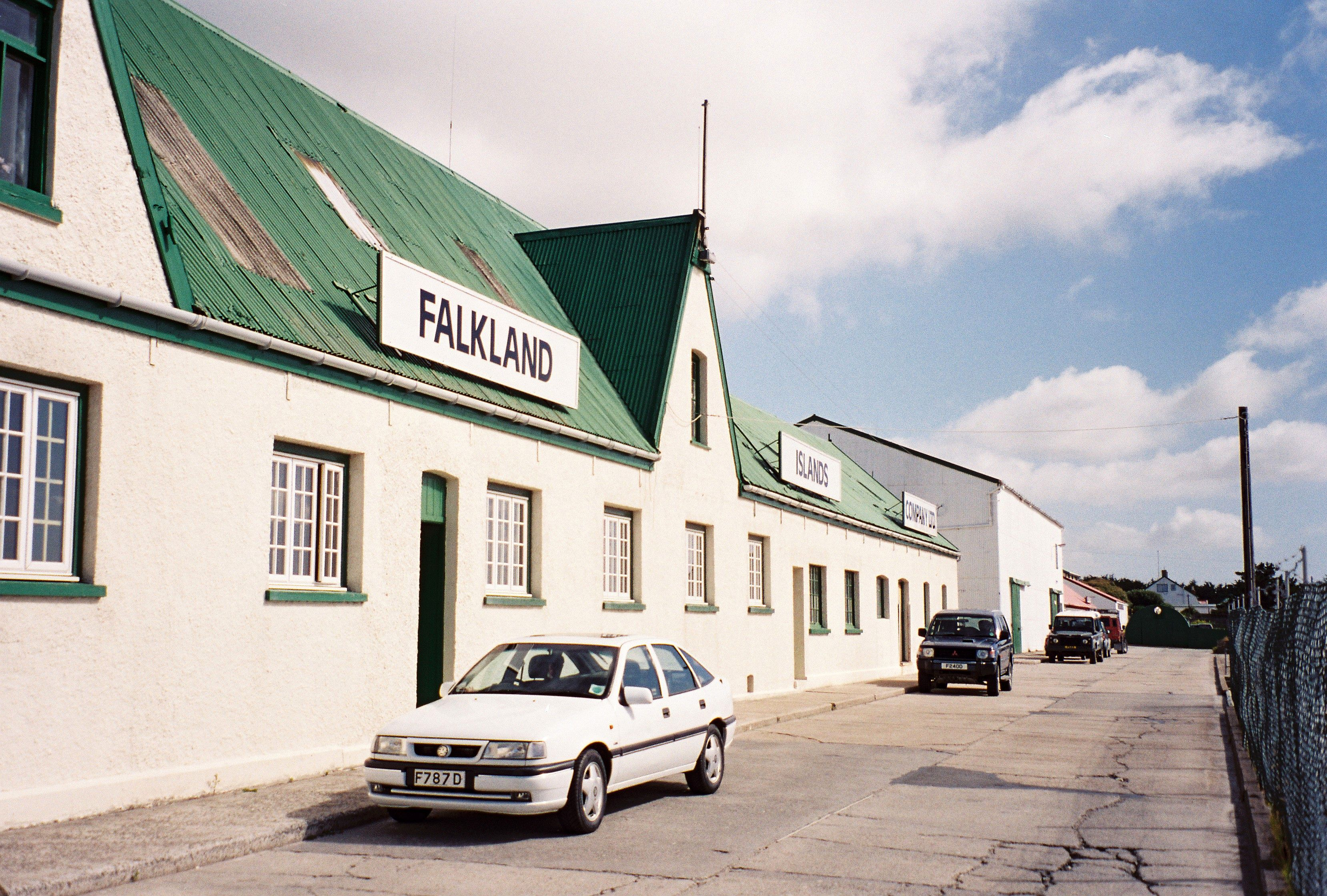
Prédio histórico da Falkland Islands Company em Port Stanley.

Lafone continuou a desenvolver seus interesses comerciais e, em 1849, procurou estabelecer uma sociedade anônima com seus credores de Londres. A empresa foi lançada como The Royal Falkland Land, Cattle, Seal and Fishery Company em 1850, mas logo depois foi incorporada através de uma carta régia como The Falkland Islands Company Limited (FIC). Lafone tornou-se diretor e seu cunhado J.P. Dale, o primeiro gerente da empresa nas ilhas. Em 1852, o gado selvagem havia sido caçado praticamente até a extinção pelos gaúchos e a empresa mudou para a criação de ovelhas com a introdução da raça Cheviot. Hope Place provou ser um local inadequado e a operação foi transferida para Darwin. Em 1860, o contrato da Lafone Beef foi rescindido, mas a Falkland Islands Company recebeu uma concessão para a Lafonia. A propriedade do gado restante fora de Lafonia foi revertida para a coroa britânica e a caça ao gado sem permissão foi proibida.
Na segunda metade do século XIX, Darwin, Goose Green, Fox Bay e Port Howard foram estabelecidas. Port Howard foi fundada por James Lovegrove Waldron e seu irmão em 1866. Os irmãos Waldron partiram mais tarde para a Patagônia, mas deixaram a fazenda sob administração local.
Inicialmente, Darwin era o refúgio de gaúchos e criadores de gado, mas a criação de ovelhas passou a dominar a área e pastores escoceses foram trazidos para lá. Alguns anos depois, a primeira grande fábrica de sebo nas ilhas (embora não a primeira) foi criada pela FIC em 1874. Em 1880, ela lidou com 15.891 ovelhas.
Desde a década de 1880 até 1972, Darwin e Fox Bay tiveram seus próprios oficiais médicos separados. Atualmente, a maior parte do atendimento médico é feita em Port Stanley.

### Exploração de recursos marítimos
As Ilhas Malvinas foram usadas como base para navios baleeiros que caçavam baleias- francas-austrais e cachalotes desde a década de 1770 até o estabelecimento da autoridade britânica sobre as ilhas e os mares vizinhos. A caça à baleia foi brevemente retomada com o estabelecimento de uma estação baleeira em New Island de 1909 a 1917, até que as operações foram transferidas para a Geórgia do Sul.
Os lobos-marinhos eram explorados há muito tempo por suas peles, mas os números entraram em um declínio drástico no início do século XIX. Como resultado, a caça às focas foi extinta, embora continuasse em um nível baixo. Para conservar os estoques, foi decretada em 1881 a proibição da caça de focas durante os meses de verão, mas somente em 1921 a caça foi totalmente proibida.
Os elefantes-marinhos-do-sul eram explorados para a produção de óleo, mas, assim como os lobos-marinhos, seus números diminuíram drasticamente em meados da década de 1850. Em vez disso, os caçadores de focas voltaram sua atenção para o leão-marinho-da-patagônia, o que resultou em um declínio drástico em seu número, tornando a caça não econômica. As tentativas de reavivar o comércio, incluindo uma estação de caça às focas em Port Albemarle, não tiveram sucesso.
Até mesmo os pinguins foram explorados para a produção de óleo. Os pinguins-saltadores-da-rocha e pinguim-gentoo foram abatidos em viveiros de 1860 até a década de 1880.

## Século XX

### Estabelecimento de comunicações
Embora as primeiras linhas telefônicas tenham sido instaladas pela Falkland Islands Company na década de 1880, o governo das Ilhas Malvinas demorou a adotar a telefonia. Foi somente em 1897 que uma linha telefônica foi instalada entre o farol de Cape Pembroke e a delegacia de polícia. O isolamento das ilhas foi quebrado em 1911, quando Guglielmo Marconi instalou uma estação de telegrafia sem fio que permitiu o envio de telegramas para o Uruguai continental.
Uma linha foi instalada entre Darwin e Port Stanley, com o navio Consort colocando postes na costa. A construção começou em 1906 e foi concluída em 1907 (uma extensão de 80 quilômetros). Inicialmente, a linha era apenas para negócios, mas o público podia fazer chamadas ocasionalmente. As linhas continuaram a ser instaladas na maioria dos principais assentamentos das ilhas, com a polícia das Ilhas Malvinas responsável por sua manutenção até 1927. As comunicações entre os assentamentos dependiam da rede telefônica até que os radiotelefones foram introduzidos na década de 1950, embora a rede telefônica tenha continuado até 1982. As telecomunicações melhoraram muito após a Guerra das Malvinas, quando uma estação terrestre foi instalada para permitir a discagem direta pela primeira vez. Em 1997, foi lançado um serviço de internet e, em 2002, quase 90% dos lares das Malvinas tinham acesso à internet.

### Desenvolvimento econômico

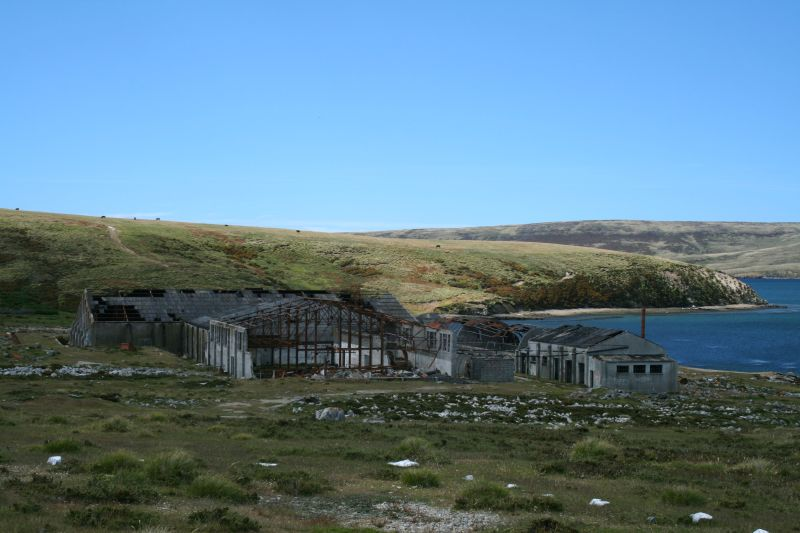
A fábrica de freezers em Ajax Bay. A maioria dos alojamentos dos trabalhadores foi transferida para Port Stanley.

Em 1911, as ilhas tinham 3.275 habitantes, dos quais 916 viviam em Port Stanley. Uma fábrica de conservas foi inaugurada em 1911 em Goose Green e, no início, foi extremamente bem-sucedida. Ela absorveu grande parte do excedente de ovelhas, mas, durante a crise do pós-guerra, sofreu uma grande perda e fechou em 1921.
Apesar desse revés, apenas um ano depois, o assentamento cresceu depois de se tornar a base da fazenda de ovelhas da Falkland Islands Company em Lafonia, em 1922, com a construção de um galpão de lã e manuseio de ovelhas aprimorados. Em 1927, foi construído o enorme galpão de tosquia de ovelhas do assentamento, que é considerado o maior do mundo, com capacidade para cinco mil ovelhas. Em 1979, 100.598 ovelhas foram tosquiadas em Goose Green.
Em meados do século XX, houve várias tentativas frustradas de diversificar a economia das ilhas, afastando-a da criação de ovelhas em larga escala.
No período logo após a Segunda Guerra Mundial, Port Albemarle, no sudoeste de Malvina Ocidental, foi ampliado pela Colonial Development Company e incluiu sua própria estação de energia, píer, barracões Nissen etc. Essa foi uma tentativa de reviver o antigo setor de selagem que havia florescido durante o século XIX. No entanto, o projeto se mostrou inviável, principalmente porque o número de focas havia diminuído muito.

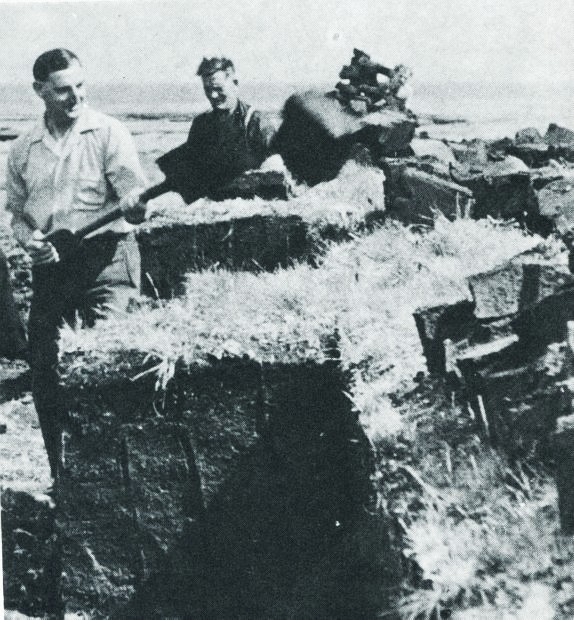
Ilhéus limpando turfa (década de 1950).

Da mesma forma, a Ajax Bay, em Falkland Sound, foi desenvolvida pela Colonial Development Corporation na década de 1950, que também foi responsável pelo desenvolvimento de Port Albemarle. Tratava-se principalmente de uma fábrica de refrigeração, que deveria congelar carne de carneiro das Malvinas, mas descobriu-se que não era economicamente viável, apesar das enormes despesas incorridas. Muitas das casas pré-fabricadas foram transferidas para Port Stanley. Mais tarde, o local se tornou um hospital de campanha britânico durante os desembarques da Operação Sutton.
Os mares ao redor das Ilhas Malvinas não eram bem policiados antes da Guerra das Malvinas, e muitos barcos estrangeiros pescavam nas ilhas, apesar dos protestos de que a receita potencial estava sendo perdida. As licenças de pesca só foram introduzidas mais tarde.

### Educação
Em 1956, a J. L. Waldron Ltd construiu uma escola em Port Howard, possivelmente inspirada pelo "presente" da FIC em Darwin, alguns anos antes.
Até a década de 1970, Goose Green era o local de um internato, administrado pelo Estado. As crianças dos camps se hospedavam lá, e havia 40 vagas. Mais tarde, o internato foi transferido para Port Stanley, embora a ênfase recente tenha sido na educação local. A escola tornou-se um quartel-general argentino e foi incendiada. Uma nova escola (diurna) foi construída para as crianças locais.

### Primeira Guerra Mundial

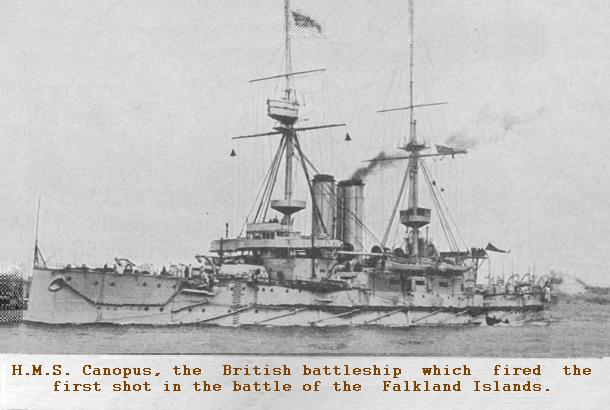
HMS Canopus. O Canopus Hill, nas Ilhas Malvinas, comemora seu papel na Batalha das Malvinas.

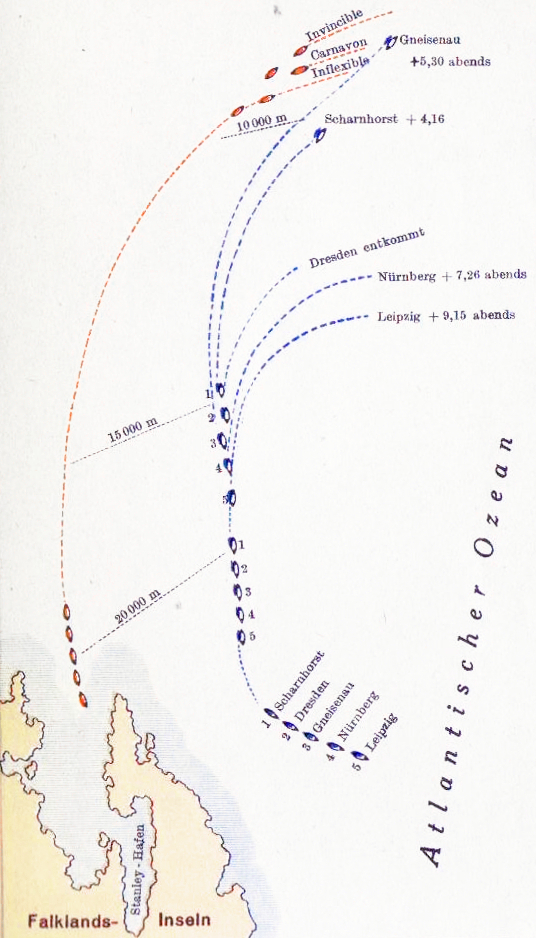
Batalha das Malvinas, 8 de dezembro de 1914. Os cruzadores blindados alemães sob o comando do Almirante von Spee, que estavam atacando as ilhas britânicas, foram afundados por uma força-tarefa de cruzadores de batalha britânicos.

Port Stanley tornou-se uma importante estação de carvão para a Marinha Real. Isso fez com que os navios ali se envolvessem em grandes combates navais na Primeira e na Segunda Guerras Mundiais.
A importância estratégica das Ilhas Malvinas foi confirmada pelo segundo grande combate naval da Primeira Guerra Mundial. O Esquadrão da Ásia Oriental do Almirante Maximilian von Spee fez escala nas ilhas em sua viagem do Oceano Pacífico de volta à Alemanha, com a intenção de destruir a estação de retransmissão de rádio da Marinha Real e o depósito de carvão no local. Sem que Von Spee soubesse, um esquadrão britânico, incluindo dois cruzadores de batalha consideravelmente mais poderosos do que suas forças, havia sido enviado para perseguir seu esquadrão e, por acaso, estava no porto fazendo carvão. Na batalha unilateral que se seguiu, a maior parte da esquadra de von Spee foi afundada. Canopus Hill, ao sul de Port Stanley, recebeu esse nome em homenagem ao HMS Canopus, que disparou o primeiro tiro na batalha.

### Segunda Guerra Mundial
A Força de Defesa das Ilhas Malvinas (Falkland Islands Defence Force) foi convocada para ocupar posições de armas e postos de sinalização ao redor de Port Stanley assim que recebeu a notícia da declaração de guerra da Grã-Bretanha em 3 de setembro de 1939. Patrulhas montadas foram realizadas no acampamento e estações de vigilância costeira foram criadas ao redor das ilhas para proteger contra a aproximação de navios inimigos e o desembarque de forças inimigas. Os habitantes das Ilhas Malvinas passaram pelo mesmo tipo de privações e restrições durante a guerra que a população britânica, incluindo black-outs, restrições de viagem e racionamento.
Em dezembro de 1939, logo após a Batalha do Rio da Prata, o cruzador pesado HMS Cumberland, da classe County, que estava se auto-reformando nas Ilhas Malvinas no momento da batalha, dirigiu-se para se juntar ao HMS Ajax e ao HMS Achilles na foz do Rio da Prata, encurralando o cruzador alemão Admiral Graf Spee. Convencido pela propaganda britânica e pela falsa inteligência de que uma grande força-tarefa naval aguardava seu navio e com pouca munição, o capitão Langsdorf do Admiral Graf Spee preferiu afundar o navio a enfrentar a Marinha Real.
A Operação Tabarin, uma expedição à Antártica, foi montada a partir das ilhas durante a guerra. O objetivo da expedição era afirmar as reivindicações da Grã-Bretanha sobre o continente, bem como coletar dados científicos. A Operação Tabarin foi posteriormente substituída pelo Falkland Islands Dependencies Survey, que mais tarde foi renomeado para British Antarctic Survey.
Em 1942, em resposta à entrada do Japão na guerra, forças adicionais foram enviadas às ilhas para fortalecer sua defesa contra invasões. O maior componente dessas forças adicionais era um batalhão do Regimento de West Yorkshire. Em 1944, como resultado da redução da ameaça de invasão do Japão, o regimento foi substituído por um contingente menor do Royal Scots.
Durante toda a guerra, mais de 150 habitantes das Ilhas Malvinas, de uma população de apenas 2.300, se ofereceram como voluntários para as forças armadas britânicas - 6,5% de toda a população - 24 dos quais não retornaram. Em julho de 1944, todos os voluntários receberam o direito de serem identificados por uma faixa de ombro "Ilhas Mallvinas". Além dessas contribuições para o esforço de guerra britânico, as Ilhas Malvinas também doaram cinco Supermarine Spitfires para a Força Aérea Real (RAF).

### Incursões argentinas
Com exceção de uma tentativa do presidente Juan Perón de comprar as Ilhas Malvinas em 1953, que foi rejeitada como inconcebível pelo governo britânico, o período imediatamente após a guerra foi tranquilo. Entretanto, uma série de incidentes na década de 1960 marcou a intensificação das reivindicações de soberania da Argentina.
O primeiro deles ocorreu em 1964, quando um avião leve pilotado por Miguel Fitzgerald aterrissou na pista de corrida de Port Stanley. Saltando da aeronave, ele entregou uma carta reivindicando a soberania a um ilhéu perplexo antes de decolar novamente. A façanha foi programada para coincidir com os esforços diplomáticos argentinos no Comitê Especial de Descolonização das Nações Unidas.

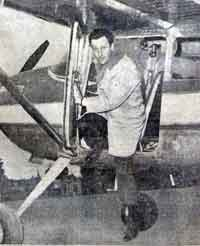
Miguel L. Fitzgerald voou para as Ilhas Malvinas em uma aeronave leve em 1964 e 1968. (Publicado originalmente por Crónica, 9 de setembro de 1964).

Um incidente mais sério ocorreu em 28 de setembro de 1966, quando dezoito jovens peronistas encenaram uma invasão simbólica das ilhas ao sequestrar um avião da Aerolíneas Argentinas e aterrissá-lo em Port Stanley. O grupo chamou essa ação de Operativo Cóndor. Lá, eles hastearam sete bandeiras argentinas e fizeram quatro ilhéus reféns. O planejamento havia sido feito durante uma viagem às ilhas que um dos líderes havia feito como turista. O avião partiu de Buenos Aires com destino a Río Gallegos com 48 passageiros a bordo, incluindo o contra-almirante argentino José María Guzmán, que estava a caminho da Terra do Fogo, território argentino do qual era governador. Dois homens armados entraram na cabine de comando e ordenaram que o piloto mudasse o curso em direção às Malvinas. O piloto tentou pousar na pista de corrida, mas o avião bateu em postes telegráficos e o trem de pouso afundou na lama. Os habitantes das ilhas, presumindo que o avião estava com problemas, correram para ajudar, mas acabaram sendo feitos reféns pelos sequestradores (no grupo de quatro pessoas estava um jovem sargento da polícia, Terry Peck, que se tornou um herói local na Guerra das Malvinas). Les Gleadell, governador interino das Ilhas Malvinas, ordenou que o DC-4 fosse cercado. Ele recebeu três dos invasores, que anunciaram que tinham tanto direito quanto qualquer outra pessoa de estar ali e, em resposta, foram firmemente informados de que deveriam se desarmar e desistir. O resultado dessa reunião foi um acordo para que sete homens, incluindo Peck e o capitão Ian Martin, que comandava um destacamento de quatro homens da Marinha Real, fossem trocados pelos reféns a bordo da aeronave. Os 26 passageiros tiveram permissão para desembarcar e foram enviados para se hospedar com famílias locais, pois a ilha não tinha hotel. Ao ser levado para a residência do governador, Guzmán comentou rindo: "Mi casa" ("minha casa").
Depois de uma noite extremamente fria na aeronave, que continha apenas conhaque, vinho, suco de laranja e alguns biscoitos, os sequestradores se renderam. Eles foram mantidos presos em um anexo da Igreja de Santa Maria por uma semana até serem colocados a bordo de um navio argentino, o Bahía Buen Suceso, que permaneceu fora do porto aguardando a conclusão do caso. Os homens foram julgados na Argentina por crimes que incluíam privação ilegal de liberdade, posse de armas de guerra, associação ilegal, pirataria e roubo a céu aberto. Os líderes foram condenados a três anos de prisão e os demais a nove meses.
Em outubro do mesmo ano, um grupo de forças especiais da Armada Argentina realizou desembarques secretos a partir do submarino ARA Santiago del Estero. A equipe de 12 homens, que desembarcou a cerca de 40 quilômetros de Port Stanley, foi liderada por Juan José Lombardo, que mais tarde, como Chefe de Operações Navais, planejou a invasão das Ilhas Malvinas em 1982.

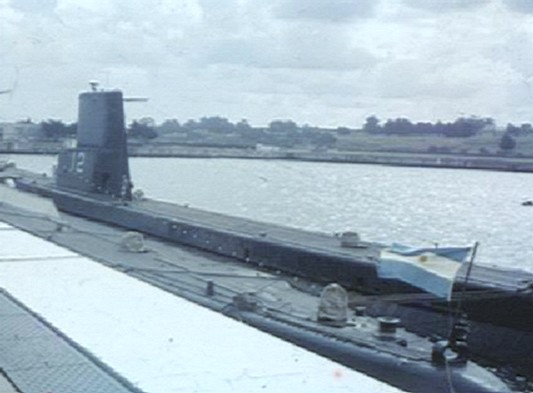
O submarino da classe Balao ARA Santiago del Estero, atualizado localmente, na Base Naval Argentina em Mar del Plata, por volta de 1969.

Em novembro de 1968, Miguel Fitzgerald foi contratado pela imprensa argentina para tentar repetir a aterrissagem de 1964. Acompanhado por um dos sequestradores de 1966, ele voou para Port Stanley, mas, ao chegar, descobriu que não poderia pousar no hipódromo devido aos obstáculos colocados após o sequestro. O avião foi forçado a aterrissar na rua Eliza Cove Road, mas os dois ocupantes saíram ilesos. O objetivo do feito era coincidir com a visita de Lorde Chalfont às ilhas.
O último incidente mostrou-se contraproducente para a pressão da soberania argentina, pois Lordee Chalfont estava falando em uma reunião pública no momento da chegada do avião. Os ilhéus deixaram claro para Lorde Chalfont que rejeitavam um Memorando de Acordo negociado entre a Grã-Bretanha e a Argentina em agosto daquele ano, que afirmava que a Grã-Bretanha estava preparada para discutir a soberania desde que os desejos dos ilhéus fossem respeitados. Isso estimulou a formação do Comitê das Ilhas Malvinas pelo advogado londrino Bill Hunter-Christie e outros. O Comitê de Emergência, como ficou conhecido, provou ser uma organização de lobby eficaz, minando constantemente as iniciativas do Ministério das Relações Exteriores sobre negociações de soberania. Em dezembro de 1968, o lobby conseguiu forçar o governo britânico a declarar que os desejos dos habitantes das ilhas seriam primordiais.

### Vínculos crescentes com a Argentina
Em parte como resultado da pressão diplomática, os vínculos econômicos e políticos com a Argentina aumentaram nas décadas de 1960 e 1970. Esses laços foram rompidos após o fim da Guerra das Malvinas, mas, antes da guerra, não eram totalmente negativos, e alguns habitantes da ilha mandavam seus filhos para internatos na Argentina.
Percebendo que qualquer conversa sobre a questão da soberania seria inviabilizada se não atendesse aos desejos dos habitantes da ilha, os governos britânico e argentino adotaram uma série de medidas destinadas a incentivar a dependência da Argentina. Em 1971, após conversas secretas entre os dois governos (e sem consultar os ilhéus), foi assinado o acordo de comunicações. O objetivo do acordo foi o estabelecimento de conexões aéreas e marítimas diretas entre as ilhas e a Argentina, juntamente com acordos sobre serviços postais e de telefonia. Após o acordo, a ligação marítima subsidiada com Montevidéu foi encerrada. Um serviço de navios de passageiros e de carga para o continente (que melhoraria qualquer dependência da Argentina) foi prometido pelos britânicos, mas nunca foi fornecido.
A Líneas Aéreas del Estado (LADE), a companhia aérea operada pela Força Aérea Argentina (FAA), criou uma conexão aérea com as ilhas. Inicialmente, esse serviço operava aeronaves anfíbias entre Comodoro Rivadavia e Port Stanley usando aeronaves Grumman HU-16 Albatross. A inauguração do serviço foi comemorada com uma série de selos emitidos pelos serviços postais da Argentina e das Ilhas Malvinas. Em 1972, uma pista de pouso temporária foi construída pela Argentina perto de Port Stanley. A Grã-Bretanha construiu uma pequena pista de pouso permanente em 1976, adequada apenas para voos de curta distância.
Como parte do acordo, os ilhéus tiveram que viajar pela Argentina e foram obrigados a portar carteiras de identidade argentinas emitidas em Buenos Aires. A Tarjeta Provisoria ou "cartão branco", como era conhecido, era desprezado pelos ilhéus, que pensavam ser um passaporte argentino de facto, já que apenas os ilhéus eram obrigados a usá-lo e não outros residentes temporários das ilhas. As tensões aumentaram ainda mais com o acordo de que os homens das Ilhas Malvinas não precisariam se alistar no exército argentino, pois isso implicava que os habitantes das Ilhas Malvinas eram cidadãos argentinos.
A LADE montou um escritório em Port Stanley e a correspondência era encaminhada pela Argentina. Tratamentos médicos que não estavam disponíveis nas ilhas eram oferecidos na Argentina e bolsas de estudo eram disponibilizadas para estudos em Buenos Aires, Córdoba e outras cidades argentinas. Professores de espanhol foram fornecidos pela Argentina. Os funcionários do Ministério das Relações Exteriores em Port Stanley foram instruídos a fazer todo o possível para promover boas relações entre as Ilhas Malvinas e a Argentina.
As ilhas se tornaram mais dependentes da Argentina, quando os governos britânico e argentino concordaram que as ilhas seriam abastecidas com gasolina, diesel e óleo pela YPF, a empresa nacional de petróleo e gás da Argentina.

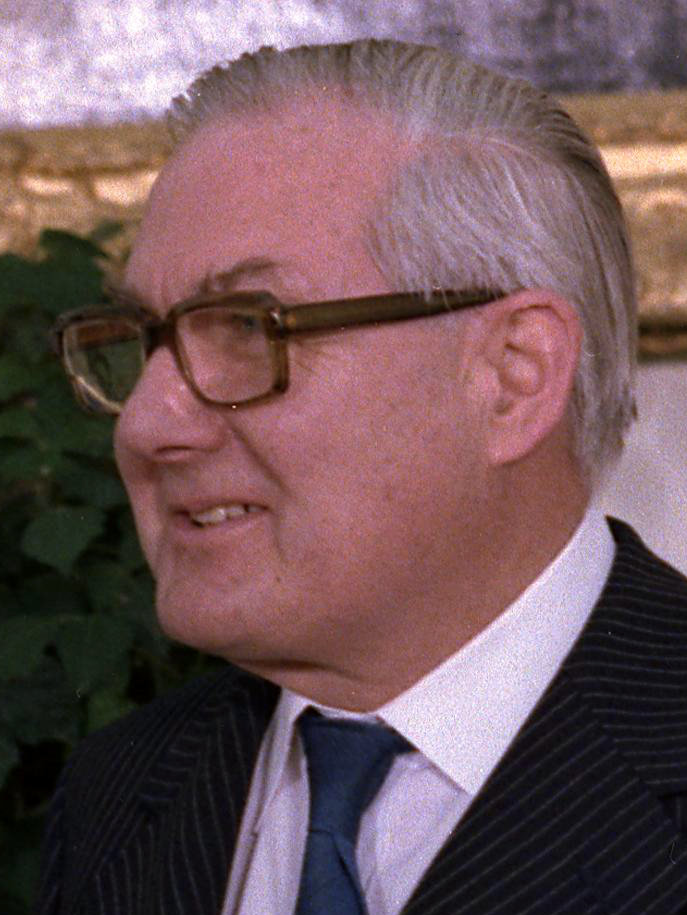
O primeiro-ministro Jim Callaghan enviou uma força-tarefa naval em resposta à pressão argentina em 1976.

Apesar dessas tensões, as relações entre os habitantes das ilhas e os argentinos que operavam os novos serviços nas ilhas eram cordiais. Embora houvesse apreensão, a política era geralmente evitada e, em uma base individual, nunca houve hostilidade real.
No âmbito internacional, as relações começaram a deteriorar em 1975, quando os delegados argentinos na reunião da União Interparlamentar em Londres condenaram o "ato de pirataria internacional" da Grã-Bretanha ao estabelecer uma colônia nas Ilhas Malvinas. As relações diplomáticas entre a Grã-Bretanha e a Argentina foram rompidas, mas retomadas em 1976.
Em outubro de 1975, o governo britânico encarregou Lorde Shackleton (filho do explorador antártico Sir Ernest Shackleton) de fazer um levantamento econômico das Ilhas Malvinas. O governo argentino reagiu furiosamente e recusou a permissão para que Lorde Shackleton viajasse pela Argentina. Mais tarde, o navio que transportava Shackleton para as ilhas, o RRS Shackleton, foi alvejado pelo contratorpedeiro argentino ARA Almirante Storni.
Em 1976, depois que uma junta militar assumiu o controle do país, a Argentina estabeleceu secretamente uma base militar em Thule do Sul. Ela foi descoberta pelo navio RRS Bransfield, da British Antarctic Survey, em 1977. Os britânicos protestaram, mas restringiram sua resposta a um protesto diplomático. Em apoio aos esforços diplomáticos, o primeiro-ministro britânico Jim Callaghan enviou uma força-tarefa naval composta por navios de superfície e um submarino nuclear. No entanto, aeronaves e navios de guerra argentinos assediaram navios que pescavam nas águas das Malvinas.
O relatório de Lorde Shackleton foi entregue em 1977 e documentou a estagnação econômica nas ilhas. No entanto, concluiu que as ilhas faziam uma contribuição líquida para a economia britânica e tinham potencial econômico para desenvolvimento. As recomendações incluíam a exploração de petróleo, a exploração da pesca, a extensão da pista de pouso de Port Stanley, a criação de uma agência de desenvolvimento, a expansão da rede rodoviária, a expansão das instalações do porto de Port Stanley e a divisão das fazendas de proprietários ausentes em unidades familiares. Na época, o relatório foi amplamente ignorado, pois se acreditava que sua aplicação prejudicaria as relações com a Argentina. A repetição do relatório por Lorde Shackleton em 1982, após a Guerra das Malvinas, tornou-se o modelo para o desenvolvimento econômico subsequente das ilhas.

### Guerra das Malvinas

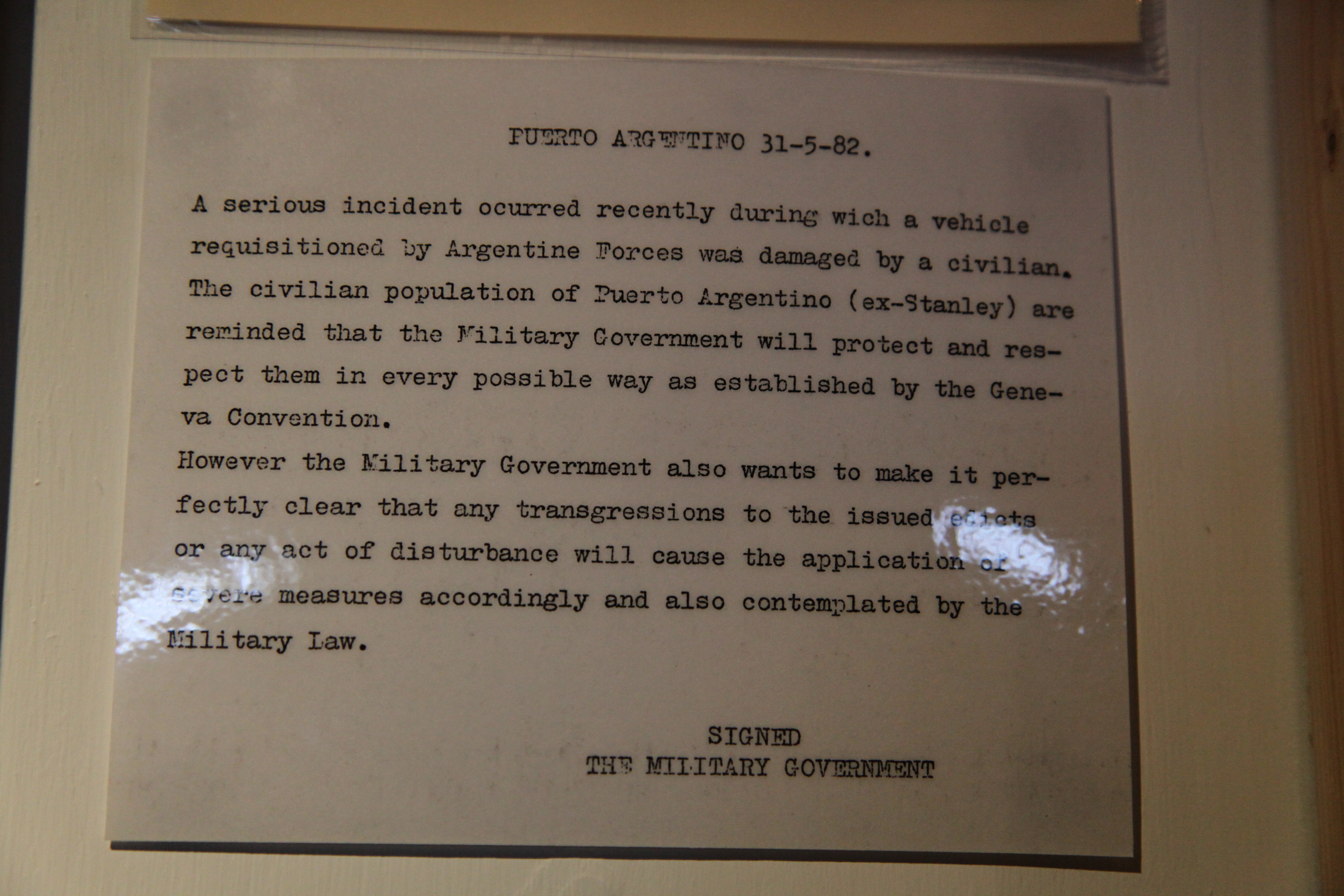
Mensagem emitida pelo governador militar argentino durante a ocupação, alertando os habitantes das ilhas contra tentativas de sabotagem de equipamentos militares argentinos.

A Argentina invadiu as ilhas em 2 de abril de 1982, usando forças especiais, que desembarcaram em Mullet Creek e avançaram sobre a Government House em Port Stanley, com uma força secundária vindo de Yorke Bay. Eles encontraram pouca oposição, pois havia apenas uma pequena força de cinquenta e sete fuzileiros navais britânicos e onze marinheiros, além da Força de Defesa das Ilhas Malvinas (que mais tarde foi enviada para Fox Bay). Houve apenas uma fatalidade argentina. 
Por um breve período, as Ilhas Malvinas ficaram sob controle argentino. Isso incluiu sinalização em espanhol e tentativas de fazer com que os habitantes das ilhas dirigissem à direita (embora poucas estradas nas Malvinas na época tivessem duas pistas). Em muitas partes do acampamento, como Goose Green e Ilha Pebble, os habitantes da ilha se viram em prisão domiciliar.
Os britânicos responderam com uma força expedicionária que desembarcou sete semanas mais tarde e, após uma luta feroz, forçou a guarnição argentina a se render em 14 de junho de 1982. A guerra provou ser uma anomalia em vários aspectos, principalmente o fato de ter provado que as armas pequenas ainda tinham um papel a desempenhar. Ela também teve consequências importantes para a junta militar, que foi derrubada logo depois.
O legado político geral de Margaret Thatcher continua sendo controverso e divisor de águas no Reino Unido e, no contexto das Malvinas, a retirada do HMS Endurance pelo seu governo é um fator que contribuiu para as causas do conflito, pois deu sinais errados sobre a atitude do Reino Unido em relação à manutenção de sua posse. Entretanto, nas Malvinas, ela é considerada uma heroína devido à determinação de sua resposta à invasão argentina. Os habitantes da ilha comemoram o Dia de Margaret Thatcher em 10 de janeiro, e a rua Thatcher Drive, em Port Stanley, foi batizada em sua homenagem.

## Pós-guerra

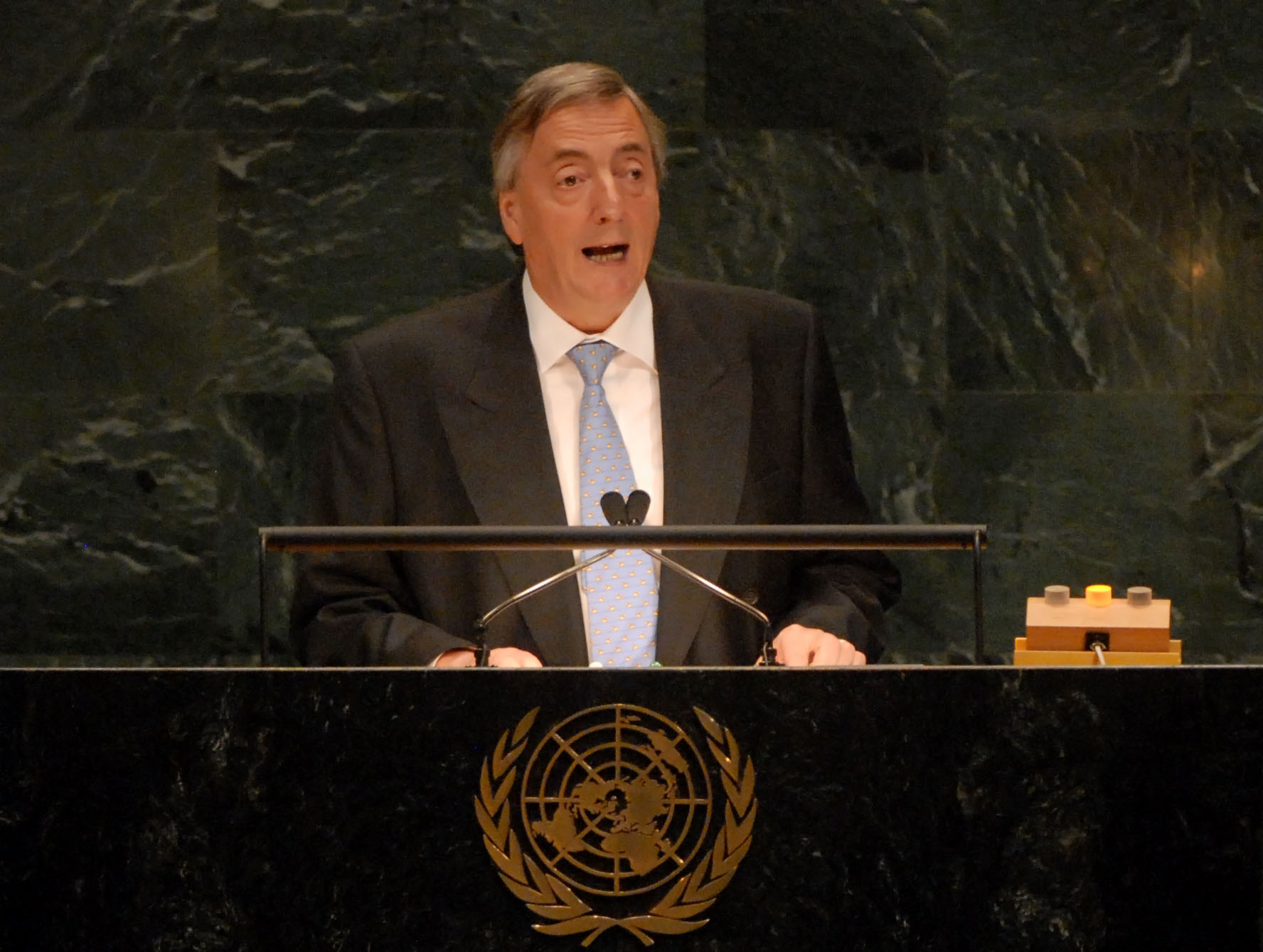
O presidente Néstor Kirchner continuou a reivindicar a posse das ilhas pela Argentina.

Após a guerra, a Grã-Bretanha se concentrou em melhorar suas instalações nas ilhas. Ela aumentou significativamente sua presença militar, construindo uma grande base, a Base aérea de Mount Pleasant, e seu porto em Mare Harbour. Também investiu pesadamente na melhoria das instalações em Port Stanley e no transporte e na infraestrutura ao redor das ilhas, asfaltando a estrada Stanley-Mount Pleasant e muitas estradas dentro de Port Stanley. A população aumentou devido ao crescimento de Port Stanley, mas diminuiu nos camps. Desde novembro de 2008, um serviço regular de balsa conecta Malvina Ocidental a Oriental, transportando carros, passageiros e cargas atendidos pelo MV Concordia Bay, uma embarcação de desembarque de baixo calado de hélice de duas pás de 42,45 m.
Uma grande mudança na governança das Ilhas Malvinas foi introduzida pela constituição de 1985. O Governo das Ilhas Malvinas tornou-se uma dependência parlamentar representativa, cujos membros são eleitos democraticamente, enquanto o governador, como chefe de governo e representante da rainha, é uma figura sem poderes executivos. As Ilhas Malvinas são de fato autônomas, com exceção da política externa. (O governo das Malvinas representa a si mesma no Comitê Especial das Nações Unidas sobre Descolonização, já que o governo britânico não está mais presente).
Os vínculos com a Argentina foram cortados no período pós-guerra, e foram introduzidas leis que proibiam os cidadãos argentinos de comprar terras. Um parceiro comercial alternativo foi encontrado no Chile, com o desenvolvimento de vínculos ao longo dos anos, incluindo voos para Punta Arenas (no extremo sul do Chile patagônico, perto da Terra do Fogo). Nos últimos anos, os argentinos foram autorizados a visitar as ilhas novamente, muitas vezes para visitar os cemitérios militares onde seus amigos e entes queridos estão enterrados.

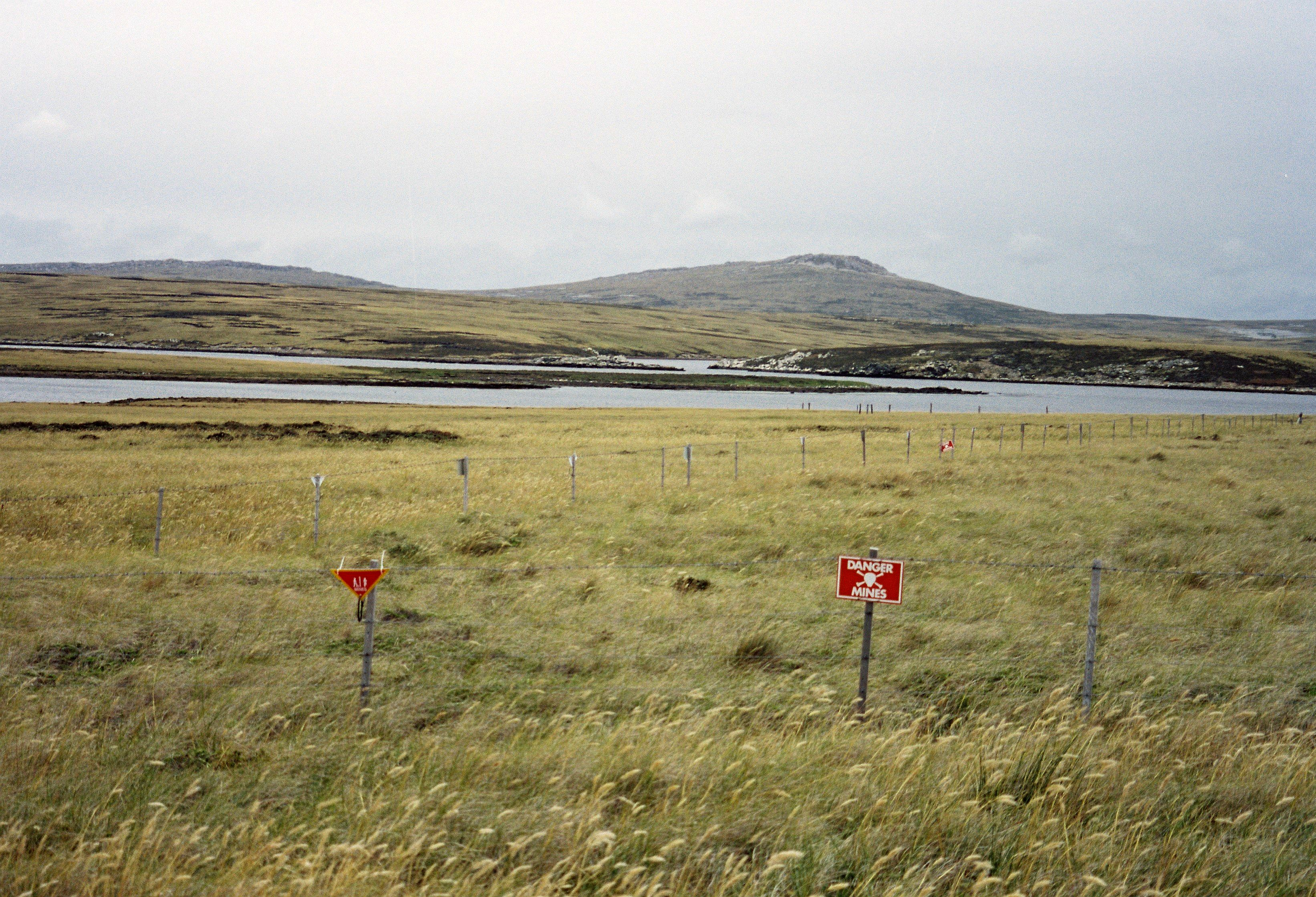
Um campo minado argentino em Port William.

As minas terrestres foram um problema persistente durante 38 anos após a guerra. A remoção das minas terrestres foi concluída em novembro de 2020.
Em 1983, o Reino Unido aprovou a Lei da Nacionalidade Britânica (Ilhas Malvinas) (British Nationality (Falkland Islands) Act 1983), concedendo cidadania britânica plena aos habitantes das ilhas. Dignitários de alto nível visitaram as ilhas para mostrar o compromisso britânico com elas, incluindo Margaret Thatcher, o Príncipe de Gales e a Princesa Alexandra. Em 1985, a Dependência das Ilhas Malvinas foi dividida entre as Ilhas Malvinas propriamente ditas e um território recém-separado da Geórgia do Sul e das Ilhas Sandwich do Sul.
As relações entre o Reino Unido e a Argentina permaneceram hostis após 1982. Embora a Assembleia Geral das Nações Unidas tenha aprovado uma resolução solicitando que o Reino Unido e a Argentina retornassem às negociações sobre o futuro das ilhas, o Reino Unido descartou novas conversas sobre a soberania delas. O Reino Unido também manteve o embargo de armas contra a Argentina, iniciado durante a guerra, obrigando as forças armadas argentinas (um tradicional comprador do Reino Unido) a mudar para outros mercados. As relações diplomáticas foram restabelecidas em 1989.
As relações entre os países melhoraram na década de 1990. Em 1998, o presidente argentino Carlos Menem visitou Londres, onde reafirmou as reivindicações argentinas sobre as ilhas, mas declarou que somente meios pacíficos seriam usados para sua recuperação. Em 2001, o primeiro-ministro do Reino Unido, Tony Blair, visitou a Argentina, onde declarou sua esperança de que o Reino Unido e a Argentina pudessem resolver suas diferenças. No entanto, não houve conversas sobre soberania durante a visita.

## Aumento da presença militar britânica e novas bases
Após a guerra, os britânicos ainda enfrentavam uma possível agressão futura, portanto, um porta-aviões foi mantido no local para proteger as ilhas com seu esquadrão de Sea Harriers, enquanto o campo de pouso local era preparado para aeronaves a jato. O HMS Hermes assumiu o serviço de guarda primeiro, enquanto o HMS Invincible foi para o norte para trocar uma caixa de câmbio. Em seguida, o Invincible retornou para aliviar o Hermes, que precisava urgentemente limpar suas caldeiras. O Invincible permaneceu até que o HMS Illustrious fosse levado para o sul (sendo comissionado durante a viagem). Assim que a pista de decolagem de Port Stanley ficou pronta para receber jatos, vários F-4 Phantom da Força Aérea Real foram estacionados lá, aliviando o Illustrious.
As ilhas não dispunham de quartéis para uma guarnição permanente, então o Ministério da Defesa fretou duas antigas balsas para transporte de automóveis como navios-guarnição: Rangatira, da Union Company da Nova Zelândia, e Saint Edmund, da Sealink, na Grã-Bretanha. O Rangatira chegou a Port Stanley em 11 de julho de 1982 e permaneceu até 26 de setembro de 1983.
Posteriormente, o governo britânico decidiu construir uma nova base da Força Aérea Real como peça central dos planos para fortalecer as defesas da ilha e impedir quaisquer outras tentativas de tomar as Malvinas pela força. Foi um empreendimento gigantesco, que incluiu a construção do corredor mais longo do mundo, de 800 metros, ligando os quartéis, as messes, as áreas de recreação e de bem-estar da base. Os residentes ocasionalmente se referem à base como "a Estrela da Morte" devido ao seu grande tamanho e ao seu layout às vezes confuso.

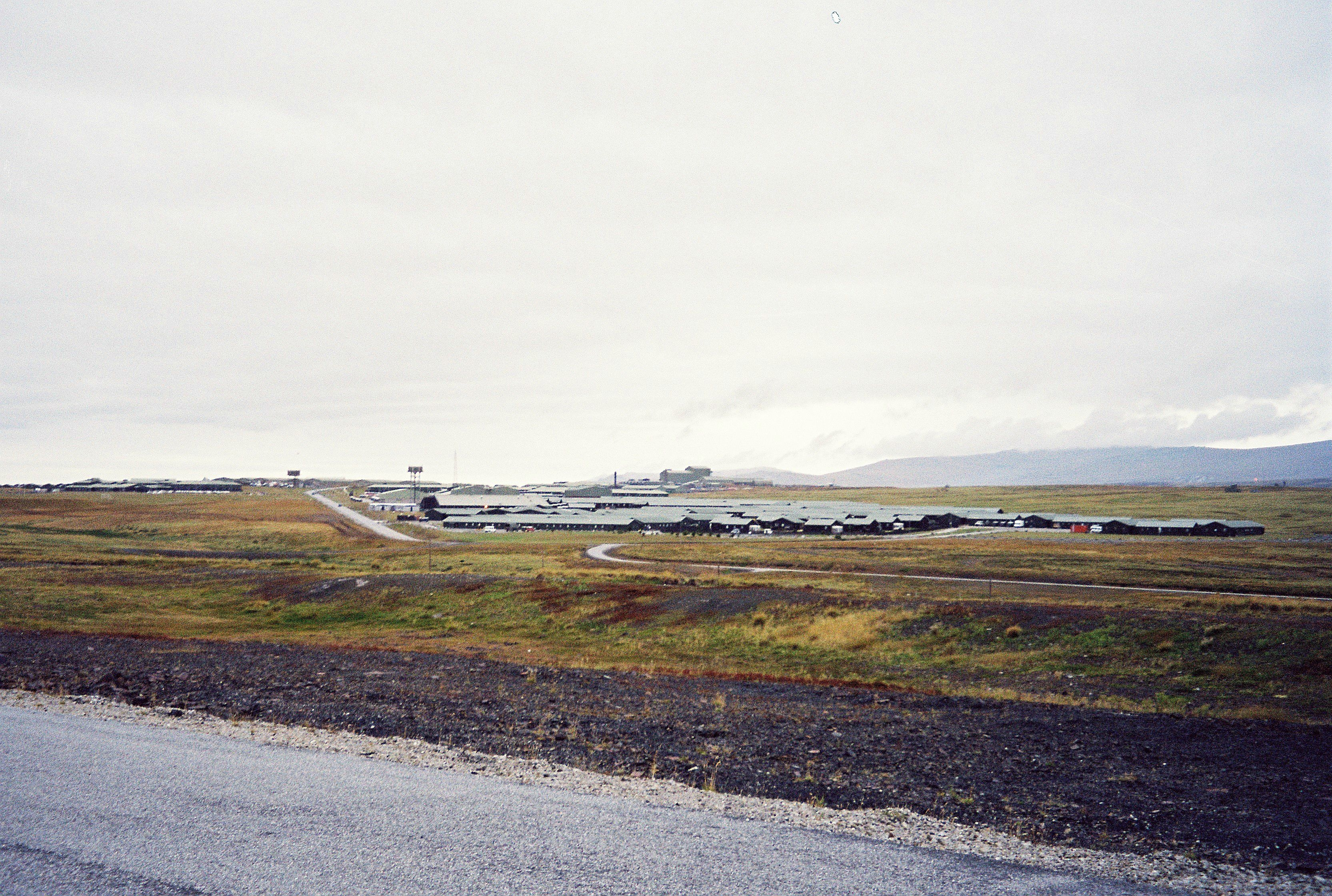
RAF Mount Pleasant.

Mount Pleasant, a oeste de Port Stanley, foi escolhido como local para a nova base. O aeródromo foi inaugurado pelo Duque de York em 1985 e tornou-se totalmente operacional em 1986.
Usando o código aeroportuário IATA MPN, a base aérea de Mount Pleasant também atua como o único aeroporto internacional das Ilhas Malvinas, além de sua função militar. Esses voos são operados atualmente por uma companhia aérea civil em nome da Força Aérea Real e voam de e para a base RAF Brize Norton em Oxfordshire, Reino Unido, com uma parada para reabastecimento na RAF Ascension Island no centro-sul do Oceano Atlântico. A companhia aérea LATAM Airlines também opera voos semanais a partir de Santiago.

### Tentativas de diversificação da economia

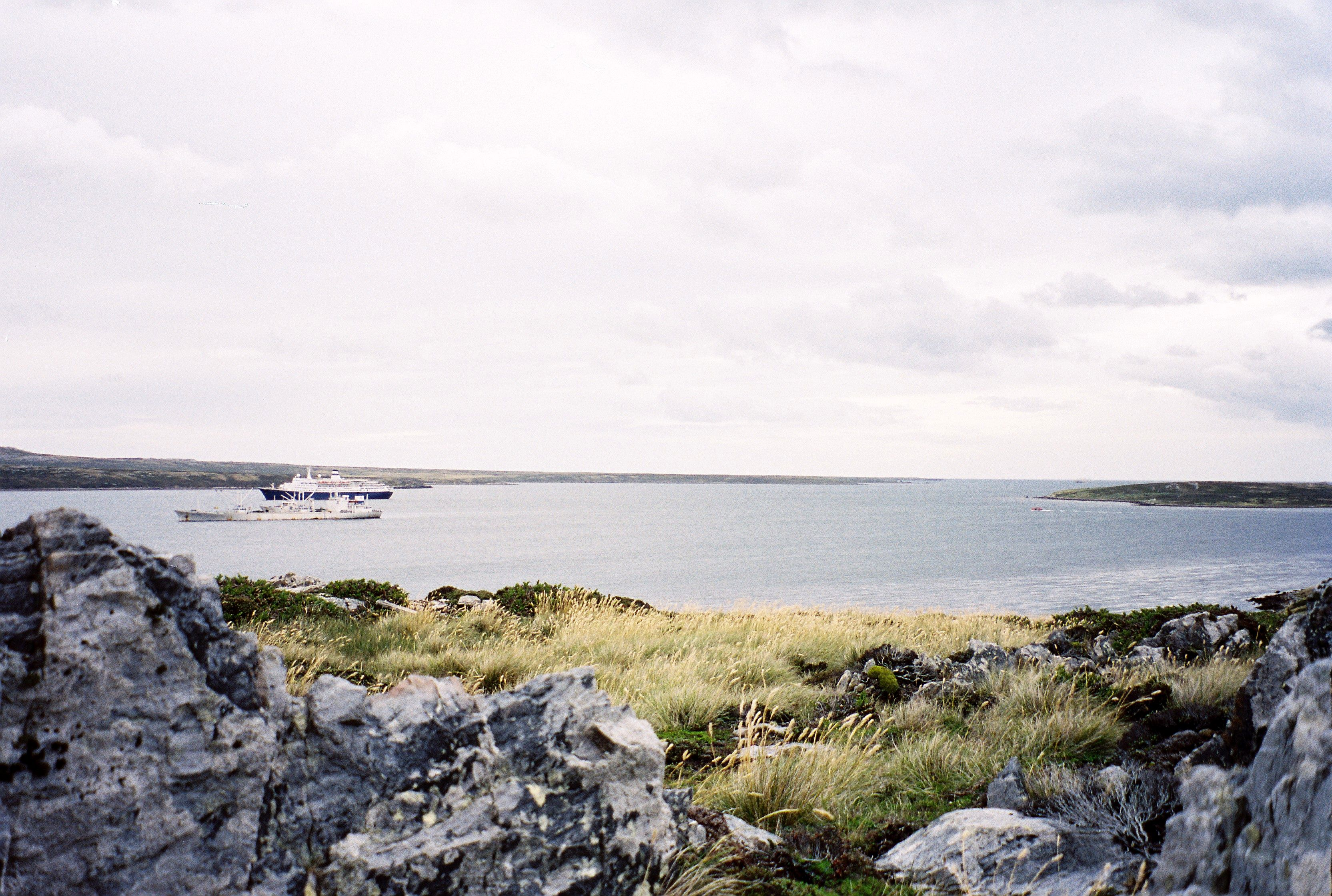
Um arrastão de lulas e um navio de cruzeiro em Port William, representando duas tendências no desenvolvimento econômico recente.

Antes da Guerra das Malvinas, a criação de ovelhas era o único setor das Ilhas Malvinas. Desde o final da década de 1980, quando duas espécies de lulas populares entre os consumidores foram descobertas em números substanciais perto das Malvinas, a pesca se tornou a maior parte da economia.
Em 14 de setembro de 2011, a Rockhopper Exploration anunciou planos em andamento para o início da produção de petróleo em 2016, por meio do uso da tecnologia FPSO (Floating Production Storage and Offloading), replicando a metodologia usada no campo de petróleo de Foinaven, nas Ilhas Shetland. O local de produção exigirá aproximadamente 110 pessoas trabalhando em alto-mar e outras 40 trabalhando em terra. Espera-se que o petróleo seja comercializado a 90-105% do preço do petróleo bruto Brent.
Alguns pequenos negócios tentados em Fox Bay incluem uma horta, uma fazenda de salmão e uma fábrica de tricô com a "Warrah Knitwear".
O turismo é a segunda maior parte da economia. A guerra trouxe às ilhas uma nova fama; agora os turistas vêm tanto para ver a vida selvagem quanto para fazer passeios de guerra. Os navios de cruzeiro visitam as ilhas com frequência, muitas vezes como uma ligação com a Antártica. No entanto, o isolamento do arquipélago e a falta de voos diretos para as principais cidades tornam as Malvinas um destino caro.

## Conservação
Em linha com o crescente interesse global em questões ambientais, algumas reservas naturais foram estabelecidas ao redor das ilhas, embora não haja parques nacionais. Em 1990, a família Clifton, proprietária da Sea Lion Island, vendeu-a para a Falkland Island Development Company. Eles haviam plantado 60.000 pés de grama Poa flabellata, considerada importante porque, nas ilhas principais, grande parte dessa grama foi depredada pelo pastoreio. Também na década de 1990, as ilhas Steeple Jason e Grand Jason foram compradas pelo filantropo nova-iorquino Michael Steinhardt, que mais tarde as doou para a Wildlife Conservation Society, sediada no zoológico do Bronx. Ele também doou US$ 425.000 para a construção de uma estação de conservação com seu nome e o de sua esposa Judy.